# 超人力霸王迪卡與超人力霸王帝納角色列表
此條目中為圓谷製作之特攝劇《超人力霸王迪卡》及其續作《超人力霸王帝納》共同世界觀等相關作品中出現的所有角色。
| 演员       | 角色       | 角色                 | 以年代史發展之登场季数 | 以年代史發展之登场季数 | 以年代史發展之登场季数 | 以年代史發展之登场季数 | 以年代史發展之登场季数 | 以年代史發展之登场季数 | 平行宇宙        |
| 譯名       | 譯名       | 日語                 | 迪卡                   | 最終聖戰               | 帝納                   | 光之星的戰士           | 傳奇                   | 遠古復甦的巨人         | 超8             |
| ---------- | ---------- | -------------------- | ---------------------- | ---------------------- | ---------------------- | ---------------------- | ---------------------- | ---------------------- | --------------- |
| 長野博     | 圓大梧     | マドカ・ダイゴ       | 主演                   | 主演                   | 客串                   | 影像演出               | Does not appear        | 提及                   | 主演            |
| 吉本多香美 | 柳瀨麗奈   | ヤナセ・レナ         | 主演                   | 主演                   | 客演                   | 客串                   | Does not appear        | 提及                   | 主演            |
| 高樹澪     | 入麻惠美   | イルマ・メグミ       | 主演                   | 主演                   | 客演                   | 主演                   | Does not appear        | 演員回歸（並非同角色） | Does not appear |
| 大瀧明利   | 宗方誠一   | ムナカタ・セイイチ   | 主演                   | 主演                   | 客演                   | 客串                   | Does not appear        | 演員回歸（並非同角色） | 客演            |
| 影丸茂樹   | 新城哲生   | シンジョウ・テツオ   | 主演                   | 主演                   | 客演                   | 客串                   | Does not appear        | Does not appear        | 客演            |
| 増田由紀夫 | 堀井政巳   | ホリイ・マサミ       | 主演                   | 主演                   | 客演                   | 客串                   | Does not appear        | 演員回歸（並非同角色） | Does not appear |
| 古屋暢一   | 矢住潤     | ヤズミ・ジュン       | 主演                   | 主演                   | 客串                   | Does not appear        | Does not appear        | Does not appear        | Does not appear |
| 石橋桂     | 新城真由美 | シンジョウ・マユミ   | 主演                   | 主演                   | 常設                   | Does not appear        | Does not appear        | 演員回歸（並非同角色） | 客演            |
| 川地民夫   | 澤井聰一郎 | サワイ・ソウイチロウ | 主演                   | 主演                   | 客串                   | 影像演出               | Does not appear        | 演員回歸（並非同角色） | 客串            |
| 鶴野剛士   | 飛鳥真     | アスカ・シン         | Does not appear        | 客串                   | 主演                   | 主演                   | 主演                   | Does not appear        | 主演            |
| 齊藤理沙   | 弓村涼     | ユミムラ・リョウ     | Does not appear        | 客串                   | 主演                   | 主演                   | 客串                   | Does not appear        | 主演            |
| 木之元亮   | 響豪介     | ヒビキ・ゴウスケ     | Does not appear        | 客串                   | 主演                   | 主演                   | 客串                   | Does not appear        | 客串            |
| 布川敏和   | 幸田敏行   | コウダ・トシユキ     | Does not appear        | 客串                   | 主演                   | 主演                   | 客串                   | 演員回歸（並非同角色） | Does not appear |
| 山田瑪利亞 | 綠川舞     | ミドリカワ・マイ     | Does not appear        | 客串                   | 主演                   | 主演                   | Does not appear        | Does not appear        | Does not appear |
| 加瀬尊朗   | 狩谷孝平   | カリヤ・コウヘイ     | Does not appear        | 客串                   | 主演                   | 主演                   | 客串                   | 演員回歸（並非同角色） | 客串            |
| 小野寺丈   | 中島努     | ナカジマ・ツトム     | Does not appear        | 客串                   | 主演                   | 主演                   | 客串                   | 演員回歸（並非同角色） | 客串            |

## 背景設定
世界觀背景
本作所處的世界觀，是有著宇宙人、怪獸和光之巨人所活躍的宇宙。
在顯生宙的白堊紀（1.45億~6600萬年前）中，一個名為那加的宇宙文明也從地球帶走了多頭恐龍，並將其改造成怪獸和恐龍人類，這種物種的化石被人類發現後，被稱為新恐龍（新恐竜）。
在3000萬年前的漸新世中，由超古代人所率領的文明開始興起，並建立無數繁榮的都市，然而過去曾來到地球的「黑闇之王」與祂的眷屬，在隕石襲擊後從沈睡中甦醒，並派出黑暗派生出以哥爾贊為主的怪獸攻擊人類，這時來到地球的「光」，則選中人類中尚未喪失勇氣的戰士一體化，變成了「光之巨人」，而化身成光之巨人的超古代戰士則開始打倒怪獸，將黑暗力量的眷屬們封印入神殿深處。然而當「邪神卡達諾佐亞」利用「齊杰拉」使人類都沉溺在快樂的夢境世界裡，讓人類陷入了沒有了戰爭，和平的生活著的幻覺世界，光之巨人因無法干涉人類的選擇，因此將自己的身體隱藏在巨大的金字塔中，還原成光的形態離開了地球。最終邪神卡達諾佐亞帶著毀滅的黑暗降臨，將超古代文明徹底毀滅，倖存的超古代人則搭著飛船離開了地球。
在電影版《最終聖戰》的設定，則是更注重描述因人們心中的「黑暗」，使得曾和巨人同化的戰士成為了黑暗巨人，並開始摧毀文明的過程。
年代及世界局勢
在兩部故事中，《超人力霸王迪卡》的時間線設定於2007年至2010年之間，核武器和環境污染已被完全消除及禁止使用的狀態。日本東京在劇中被稱為「大都市」。
電影版《最終聖戰》則是發生在2012年（即TV版結局2年後）。
續作《超人力霸王帝納》的時間線則設定於2017年至2020年之間，屬於「新領域時代」，人類開始在太陽系各地建造太空站基地及相關設施。
電影版《光之星的戰士》則發生在2018年（即TV版26-30话期間），《超人力霸王傳奇》則是發生在2035年（即TV版結局15年後）。

#### 設定、解釋
時間囊
尤紗蕾在當初文明即將滅亡時，為了告知後世地球的人類關於怪獸和光之巨人的存在，所置放在地球軌道上的超古代器具。
設定將於地球的文明再次遭遇毀滅的危險時被開啟，在電影版《最終聖戰》的設定則是被置放在T.P.C的倉庫。
 迪卡之地 
超人力霸王迪卡和另外兩個殘存的巨人在還原成光的形態離開地球前。將軀體隱藏日本東北山區某處的巨大的金字塔中。
在第一話時遭受哥爾讚及美爾巴的襲擊，造成三個巨人中的兩位因此完全毀滅，而殘存的巨人石像碎片則被采集。
並以生化研究所的丹后雄二博士为主任的研究团队开始对其进行研究，在第43話曾在熊本市地下洞窟發現「另一個巨人（邪惡迪卡）」的石像遺跡。
 超古代遺跡 
三千萬年前超古代文明時，人類所建造出的巨型城市遺跡。已知遺跡主要為紐西蘭附近南太平洋海域的『拉萊耶（ルルイエ/R'lyeh）』，原型取自於克蘇魯神話中的拉萊耶，過去因地搖變動大陸沉沒進海洋之中，並在第51話邪神卡達諾佐亞的復活下而再度從海上浮出。
飛船墜落事件
本傳24年前（1985年），有不明飛行物在亞洲墜落，船內的未確認生命體「睡美人（戴西斯星系人）」被捕獲，冷凍保存於亞洲某國的舊防衛軍基地中。
8年後保管著飛船殘骸以及假死狀態的「睡美人」的亞洲聯合基地，則受到不明飛行物的大規模襲擊，當大量報導那是地外智慧生命體的攻擊後，聯合國內部和討論都變得活躍起來。更加速「Forum2000」的計劃和T.P.C的成立。
宇宙球體索菲亞（スフィア）
本作主要的敵役角色，來自宇宙的球形生命體，其目的是妨礙人類進入宇宙探索。它們自身在整個劇集中出現的機率並不高。
其本身是高智能的宇宙生物，因為害怕有限的生命，而擁有將生命體本身的有機、無機等與星球將其本身融為一體的存在。能夠於其他生物和物質融合使之強化或變成怪獸。該生物則稱為「索菲亞合成獸」。已知的索菲亞合成獸有10種。
除了同化能力之外，索菲亞也具有身體撞擊，破壞人工衞星的能力。且能發出綠色光線攻擊目標。三個索菲亞包圍目標並將其捕獲。
在本作最終話，而出現了黑暗行星古蘭索菲亞（グランスフィア），其個體具有摧毀整個太陽系的能力，並威脅人類屈服於此。然而最終在SUPER GUTS與蒂納合作成功破壞奇本體。在古蘭索菲亞被消滅後，雖然仍然有殘餘的索菲亞球體在《傳奇》中出現。
F計劃
權藤喜八在火星基地的警务局研究所中秘密重启的计划。起源自「柾木慶悟」所留下的轉化裝置，並利用過去發現的超古代遺跡「迪卡之地」的數據意圖製造出最強的防衛兵器「人造超人」，增強人類保護地球的力量。因此便設法尋找能變身成超人力霸王的人類，並抽取其體內的光之力量。
在迪卡電影版《最終聖戰》的設定中，則因應迪卡消失，而急於補充戰力的TPC官員則開始進行策劃，小說版則增加稱為G-File（Gファィル）的機密文件，該資料曾多次出現「圓大梧」的名稱。後者在GUTS隊解散後的下落也被情報局長官完全隱匿。

## 主角
圓大梧（マドカ・ダイゴ） 
飾演者：長野博（V6）、永田貴嗣（童年）
配音：劉傑（台灣華視）、陳彥鈞（台灣：大決戰!超人8兄弟）、鄺樹培（香港TVB）、陳廷軒（香港VCD）、羅偉傑（香港：超人力霸王迪卡：最終聖戰）、蘇裕邦（香港：大決戰!超人8兄弟）
 超人力霸王迪卡 的人間體，23歲→26歲。
個性聰明開朗，過去曾是隸屬於T.P.C運輸部的工作人員，三年前救出遭異星人綁架的澤井總監後，由於其勇氣與判斷力受到青睞而被調至G.U.T.S 擔任旗下的新隊員，在經過大約半年的訓練後，以憑藉與生俱來的志向和高超的才能操作戰機，獲得了堪比新城和麗奈的飛行技能。
在第1話與哥爾贊的戰鬥中，他所乘的戰機遭到擊中。但因繼承了「超古代人」的遺傳基因，因此在危機之餘意外和迪卡之地的石像結合成為光，令沉睡的迪卡覺醒。
最初曾對自己身為迪卡的身份感到很困惑，由於不願意承擔這種巨大的責任曾一度感到抗拒，在劇中不少片段中即使出現了怪獸也不會立即變身為迪卡，而是憑著人類的力量應能做到的事情戰鬥，但隨著與GUTS成員一同作戰並持續對抗怪獸戰鬥後，終於明白自己為何戰鬥的原因，也進一步對於迪卡的過去以及超古代文明滅亡的真相有了更多了解，並與麗奈產生了感情。在最終話因無力對抗加坦傑厄而受困於石像的水晶內，在得到人們內心的「光」後，成功化身成閃耀迪卡擊敗了加坦傑厄，但也因此失去變身迪卡的能力。並向重逢的麗奈等人回答：「人類是可以憑藉自己的力量變成光的。」的經典台詞。
在小說中的設定，大梧在8到10歲之間失去了父母。他後來被他父母的一位建築師朋友收養。他的養父希望他跟隨自己的腳步成為一名建築師。但當高中時，大梧在看了澤井和GUTS-WING的新聞節目後，夢想有一天成為GUTS-WING的飛行員，併申請加入TPC。儘管學業不錯，但在競爭卻異常激烈的TPC中。最終進入了運輸部工作，後隨著外星人綁架事件救出澤井之後，才如願進入了GUTS。
《最終聖戰》
時年28歲，在電影版《最終聖戰》中的設定，於TV版結局兩年後和麗奈已有婚約，並退出了G.U.T.S，但在卡蜜拉的攪局下而間接得知迪卡在超古代時期的黑暗身份，為了拯救受困於拉萊耶的入麻隊長和阻止黑暗巨人們的復興計劃，因而從卡蜜拉手中獲得了能變身成迪卡的黑暗神光棒，並在戰鬥期間不願使用黑暗的力量而幾乎沒有還手的餘地，最終在在與卡蜜拉幻化成的暗黑魔超獸迪莫傑厄戰鬥遭到重創，在接受超古代戰士們的光後成為閃耀迪卡，成功打敗了迪莫傑厄，並在故事最後與麗奈重逢，在不久後便與麗奈結婚，作為「火星移民計劃部隊」的第一批成員與麗奈移民火星。
《帝拿》
在前作的故事之後，他再也沒有拾起過迪卡的變身器，以火星生物園「TPC・試驗所NF（TPC・トライアル）」的一員登場，與麗奈育有一女，時年36歲。
移民火星後被入麻隊長隱匿在G.U.T.S解散後的下落，以免成為『F計畫』的犧牲品，大梧的身份已經成為TPC參謀部絕無僅有的秘密，在吉爾加諾德事件過後，與麗奈和女兒小光照顧因體力不支而昏迷在火星原野的飛鳥，在和飛鳥交談的過程中給予迷惘的飛鳥建議和鼓勵，並向飛鳥表示「我曾和你一樣，爲什麼要戰鬥，自己到底是誰。但最終答案必須要自己去尋找。作為一個人能做的事，只能靠自己去完成。」讓飛鳥堅定了戰鬥的信念。
飛鳥真（アスカ・シン）
飾演者：鶴野剛士、松崎駿司（童年）
配音：符爽（台灣華視）、蔣鐵城（台灣：大決戰!超人8兄弟）、梁偉德（香港TVB）、羅偉傑（香港VCD）
 超人力霸王帝納 的人間體，22歲→25歲。
口頭禪為：「真正的戰鬥現在才開始！」，是10年前在「光」中消失的宇宙飛行員飛鳥和馬的兒子，最初曾於宇宙發射中心工作，後因跟隨父親的腳步而就讀TPC培訓學院「ZERO」，並以第一名的身份畢業，因此在良的推薦下加入SUPER G.U.T.S.的一列。是位心地善良，自信過度的男子漢，對任何事抱持著都積極挑戰的姿態，在童年時期時便熱衷於棒球，也會向其他人發起比試棒球的挑戰，偶爾對意外事情的考慮總是欠缺。
在第1話中，他在宇宙空間中被神秘的光包圍，隨後在火星上的戰鬥中與「光」結合，因而變身成新的光之巨人，並隨著劇情的發展也令個性變得成熟穩重，為保護人類的未來而奮鬥而逐漸成長一個真正的戰士，同時也因為擔憂而未向眾人公布自己為帝納的真實身份，並以開朗的神情掩飾內心的懷疑。在故事後期，飛鳥身為帝納的事實被TPC高層和SUPER GUTS全員發現，並因此成為F計畫的目標，後在與圓大梧談話後，被告知必須要靠自己找到身為戰士的答案，最終選擇以「我就是我，超人力霸王帝納」的身份對抗索菲亞，然而在最終話擊殺索菲亞之後，因未能及時逃離黑洞而生死未卜，消失在神秘的光之中，並在結局暗示與父親相遇，根據長谷川圭一所著的後續小說情節中顯示，實際上飛鳥已經進化為超越人類的光之生命體，完全成為帝納的靈魂本體。（之前為帝納的光寄宿在他體內）

《最終聖戰》
時年18歲，以宇宙發射中心成員的身份客串登場。
《銀河傳說》
證實成功穿越黑洞到達異世界，並擁有了穿梭平行宇宙的能力繼續以光之戰士的身份活躍。
《超人力霸王傳奇》
在宇宙各地旅行後，性格變得更加沉穩成熟，在15年後曾短暫回歸自己的宇宙。此刻飛鳥也地球上則被視為最著名的傳奇英雄，資訊也載入了歷史教科書。
《始源傳奇》
在與索菲亞的戰鬥結束後持續進行超越時空的旅行。在遇到伽農所在的宇宙正在引發混亂，向武藏請求協助，從而結識了剛獲得光之力量的紅凱（超人力霸王Orb）與札古拉等人。

## 防衛隊

### G.U.T.S
劇中G.U.T.S 男性隊員的全名在電視版播出當時並未設定，但宗方、新城、堀井是在電影版《光之星的戰士》，大梧則是於電影版《最終聖戰》片中各自設定了全名（矢住則是在電視版第42話中，透過電腦遊戲都市「TOWN」的負責人加藤口中道出全名）。除了上述的這些日後追加設定外，新城隊員的姓名與出身地（沖繩），則是引自曾為往年昭和第一期《超人》系列等圓谷作品撰寫多集劇本，但卻英年早逝的名編劇金城哲夫。
在2019年，由本劇主筆編劇小中千昭所著的小說版本（早川書房）一書中，將多數登場角色設定了漢字姓名，以下漢字角色人名基本上茲從小說版為準。
入麻惠美（イルマ・メグミ）
飾演者：高樹澪
配音：蔣篤慧（台灣）、沈小蘭（香港TVB）、呂慕慈 / 屈慧幗（香港VCD）
性格冷靜，令人敬畏的G.U.T.S 隊長。，36歲→39歲。
通常不參加戰鬥，而是把戰鬥指揮任務交給宗方指揮，不過必要時刻也會親自駕駛戰機前往現場。她具有強烈的責任心，並且始終信任自己的下屬。並以出色的觀察力和在緊急事件冷靜判斷情況，並向下屬提供準確的指示。本人並未熱衷軍事，並經常向隊員們灌輸這個思想。有時會對上級過度偏激的行事態度感到不滿，過去曾擔任科學省技官及防衛軍特殊部隊副隊長，在澤井聰一郎的推薦下曾任命為SET（外星生命體交涉計劃）的負責人，但是由於全神貫注於研究而錯失與家人相處的機會，當丈夫在一場事故去世後，她當時因在巴西未能及時處理喪事，導致與兒子智樹和婆婆產生隔閡，最終第25話迪卡消滅基里艾洛德後，三代矛盾才得以化解 。
最初將迪卡被視為引導人類的神，並時常思考著迪卡的存在和保護人類的含義，然而在觀察戰鬥時甚早察覺大梧就是迪卡的變身者後，最終在第51話向大梧表示已經理解「光之巨人既是光，也是人類」，並希望大梧能以人類的身份打贏黑暗，並在最終話與眾人竭盡全力營救成為石像的大梧。
《最終聖戰》
時年41歲。因體內繼承超古代地球防衛軍隊長尤紗蕾的基因，與探查小組前往拉萊耶時，因黑暗巨人的封印被解開，在巨人破壞設施時受到波及，但在尤紗蕾之魂的保護下倖存而受困結界，最終由宗方救出後回歸G.U.T.S支援前線作戰，並成為探查小組中唯一的倖存者。
《帝納》
在前作的故事之後以TPC情報局參謀，椎名參謀的下屬身份登場，47歲→49歲。知曉『F計劃』的她對曾化成迪卡的大梧進行妥善的安排，並在情報局工作期間完全隱匿了關於大梧在G.U.T.S解散後的下落，和超人力霸王變身者的檔案，不讓支持武力一方的TPC發現。在電影版中，曾和飛鳥交談過關於「迪卡」的事情，並在帝納遇到危難時重拾G.U.T.S隊長的身份駕駛戰機支援Super GUTS，似乎發現是飛鳥是帝納的身份，稱呼他為「光的繼承者」，最終在結局與昔日的GUTS老隊員們重逢。
在第49話中曾主動向響隊長告知『F計畫』的資訊，以阻止飛鳥成為提拉諾伊德的犧牲品，並在最終話與澤井前總監一同出現，鼓勵二代總監不要放棄希望。
柳瀨麗奈（ヤナセ・レナ） 
飾演者：吉本多香美、富田彩夏 （童年）
配音：許淑嬪、楊凱凱（台灣）、鄭麗麗（香港TVB）、劉惠雲（香港VCD）
G.U.T.S的王牌飛行員，具有相當自豪的活躍性格，22歲→25歲。
過去和新城在同樣頂尖的軍事學院「隊員培訓所」畢業，並具備能單獨駕駛G.U.T.S 的終極戰艦「亞特迪斯號」的高超技術。但她對T.P.C和G.U.T.S強化軍事力量的趨勢存有意見，且一直在思考怪獸能否和人類共存這個問題，認為地球上所有生物都應共存共榮。小時由於父母離異，故對父親有很大的成見，後來在第7話經過雷丘蘭星人綁架事件後與父親和解。私下相當喜歡動物，尤其是海豚，有一個叫小牧的海豚朋友。
在劇情中和大梧的互動關係一直都較為曖昧，在故事後段則開始懷疑大梧就是迪卡，直到第50話超古代怪獸佐加復活前，向大梧表達「想成為光與他一同戰鬥」的願望後，才確認大梧真正的身份。並在最終話與眾人竭盡全力營救成為石像的大梧，但一切都以失敗告終，然而伴隨著全世界的孩子們相信「光」的信念，麗奈在強烈的信念下也成為「光」協助迪卡復活，最終與大梧和孩子們擊敗了邪神加坦傑厄。
《最終聖戰》
時年27歲，已和大梧有婚約且退出了G.U.T.S，但在卡蜜拉的阻撓下使這段感情變得生澀，最終在得知黑暗巨人的計畫後則決定協助大梧，並暫時回歸G.U.T.S支援作戰，故事最後則和歸來的大梧重逢，在不久後便與大梧結婚，並以「火星移民計劃部隊」的第一批成員身分與大梧移民火星。
《帝納》
在前作的故事之後，以火星生物園「TPC・試驗所NF（TPC・トライアル）」的一員「圓麗奈」登場，與大梧育有一女，35歲。
電影版結局客串出現，因得知入麻再度戰鬥的消息而帶著女兒小光回到地球敘舊。第50話在吉爾加諾德事件過後，與大梧和小光照顧因體力不支而昏迷在火星原野的飛鳥。在第42話曾以火星基地防衛隊凱蒂小隊的隊長身份，在飛鳥的夢中出現。
 宗方誠一（ムナカタ・セイイチ）
飾演者： 大瀧明利
配音：官志宏（台灣）、林國雄→張炳強（香港TVB）、劉文光→羅偉亮（香港VCD）
性格沉著冷靜、嚴肅的G.U.T.S 的副隊長，33歲→36歲。
是位可靠的領導者。在任務中擔任前線的現場指揮，由於出身防衛軍，因此和入麻一樣有著果斷的判斷力和絕佳的戰鬥指揮能力。在第33話曾提及過去在防衛軍時代就曾是入麻的部下，時曾被入麻所救，因而對她有著毫無懷疑的信任感，並疑似暗戀著入麻。 
儘管沒有沒有表現出來，但他則將下屬視為自己的家人看待。由於不能喝酒的體質所以滴酒不沾，但喜歡喝牛奶。偶爾也會有與嚴肅外表不符般直率，較為幽默的一面。最終話與眾人竭盡全力營救成為石像的大梧。
《最終聖戰》
時年38歲，掛念著在拉萊耶失去聯繫的入麻，並在得知黑暗巨人的事件後率領G.U.T.S支援作戰，並進入遺跡即時拯救受到怪獸攻擊的入麻。
《帝納》
在前作的故事之後，目前在TPC的西亞支部擔任新兵教官。45歲，在電影版結局客串出現，因得知入麻再度戰鬥的消息而回到日本敘舊。
第36話在總參謀部的要求下，駕駛控制飛燕EX-J登場，並協助SUPER G.U.T.S.和帝納一同阻止怪獸的行動，另外在第34話曾出現在幸田的回憶，最初在GUTS入伍考試時曾擔任面試官，並教給了幸田作為副隊長的知識。此外曾在第42話曾以太空海盜的頭目身份，在飛鳥的夢中出現。
 新城哲生（シンジョウ・テツオ）
飾演者： 影丸茂樹
配音：于正昌（台灣）、黎偉明（香港TVB） 、劉行（香港VCD）
G.U.T.S 成員，也是隊伍中的優秀的王牌射擊手，26歲→29歲。
由於在沖繩出身，因此通常說沖繩方言。對於感情相當敏感的熱血男子，和麗奈也在同樣的頂尖軍事學院畢業。
最初總是和堀井一起行動，並常常與他爭執，但二人在消滅怪獸的問題上基本持相同態度，此外和大梧一起駕駛戰機時經常被怪獸擊落，因此被諷為「墜機搭檔」。
 有時也會以言行過激和不同的軍事立場與其他成員發生衝突，但在經歷了怪鳥西拉事件和伊路德人事件後，對待怪獸的態度則逐漸改觀，最終話與眾人竭盡全力營救成為石像的大梧。
對於鬼怪及較恐怖的事物沒轍，此外與妹妹真由美相依為命，由於兩人從小就失去了父母，因此兄妹二人之間感情非常好，曾提及小時候不會游泳，但因為拯救溺水的真由美而克服了自己的勇氣。
《帝納》
在前作的故事之後，目前是以T.P.C宇宙開發局「羅慕路斯3號」的駕駛員身份登場。38歲，在電影版結局客串出現，因得知入麻再度戰鬥的消息而回到日本敘舊。
第35話進行冥王星任務時，曾將微笑小姐的影像發送到地球，當喬莫斯出現在六甲山時，曾告訴飛鳥和涼過去被伊魯德人寄生並殉道的摯友城崎的事件，並在涼的允許下借用α號一同作戰，其後協助SUPER G.U.T.S.和帝納一同阻止怪獸的行動，與堀井再度穿上了G.U.T.S戰服一肩作戰，並在結局時重返宇宙進行太空任務。在第42話曾以太空海盜的水手身份，在飛鳥的夢中出現。
堀井政巳（ホリイ・マサミ）
飾演者： 増田由紀夫
配音：于正昇（台灣）、陳卓智（香港TVB） 、李建良（香港VCD）
自稱為「GUTS的大腦」的G.U.T.S技術成員，28歲→31歲。
關西出身，有著扁鼻的長相和典型大阪腔的口音，是開發出G.U.T.S多項裝備的武器專家。與新城可說是隊上的吐槽搭檔。
過去曾和樫村麗子博士一起研究改進對付怪獸的武器，在任務中時常堅持以科學家的立場，並抱持著「科學不會背叛人」的強烈信念下進行作戰。 
 在第22話瑪格尼亞引發的大霧事件過後，與經歷過生死劫難的江崎博士女兒江崎滿交往，不過老是因為工作而忽視戀愛，在經歷了怪獸梅塔莫爾加的事件後，和江崎彼此完全確認感情後終於結婚。並在最終話與眾人竭盡全力營救成為石像的大梧。
《帝納》
在前作的故事之後，則是以民間企業PWI的研究人員，皆T.P.C科學局開發本部顧問的身份登場，42歲，與妻子滿育有一子一女，並協助「宇宙網」的開發計畫，在目睹喬莫斯出現在六甲山後，則協助SUPER G.U.T.S.和帝納一同阻止怪獸的行動，在最終大阪決戰時與新城再度穿上了G.U.T.S戰服一肩作戰，任務成功後則與家人重逢，並在結局帶著一家人在神戶各地旅遊。在第42話曾以火星基地研究員的身份在飛鳥的夢中出現。
矢住潤（ヤズミ・ジュン）
飾演者： 古屋暢一、笠原大地 （童年）
配音：于正昇
（台灣）、梁偉德（香港TVB） 、葉偉麟（香港VCD）
G.U.T.S 成員，18歲→21歲。
出生於櫻丘地區，是隊伍中最年輕的成員。相當熱心的年輕人，但個性很容易受到人們的影響。是基地收集各項數據的資訊檢索系統「Akashic Records」的開發者，對電腦操作、電玩、程式方面相當擅長。平時在基地不直接出動執行任務，而是以坐鎮基地擔任後勤和通訊支援居多。因此在故事前期曾因無法參與前線行動而感到不滿。
主張發展軍事力量，因此在第28話中曾與崇尚和平的麗奈、真由美等人一度不合，但在怪獸喬貝利艾出現後亦表現出了缺乏膽量的一面，在面對突發事件時，常常會感到困惑，但在喬貝利艾被消滅後，重新開始思考人類追求力量的意義，檢討自己的想法後則與真由美和好，最終話則與眾人竭盡全力營救成為石像的大梧。
《帝納》
在前作的故事之後，目前在木星蓋尼米德基地，擔任綜合電腦技術機關的計劃主任，31歲。在基地主要針對兵器開發問題，並協助宇宙型戰艦的建造工作，並協助SUPER G.U.T.S.和帝納一同阻止超合成獸新蓋加雷德的行動。儘管新蓋加雷德帶來黑暗臨近，他還是冷靜地完成了工作，最後則和如月博士一同撤離基地。

### SUPER G.U.T.S
弓村涼 （ユミムラ・リョウ）
飾演者：齊藤理沙、岡村英梨 （童年）
配音： 袁淑珍（香港TVB） 、呂慕慈 / 曾佩儀（香港VCD）
勇敢端莊，才華橫溢的女強人，27歲→30歲。
 出生在長野縣小川村，是SUPER GUTS的王牌飛行員皆新人考核官，早期曾是受訓於TPC的新兵，因此擁有豐富的作戰資歷，並具有強悍的一面。此外也對於神秘學相當暸解，並以其廣博的知識調查任務，
作為飛鳥的前輩，她經常以十分嚴格的態度教導飛鳥，經常對其拳腳相加。不過在隊伍中也經常會激勵隊友們動力，尤其對於小舞反而更照顧有加，隨著劇情的發展，她與飛鳥也開始互生好感，因此有時也會向飛鳥流露出溫柔的一面。
在第49話中在火星意外得知飛鳥就是帝納的身份，因此曾想犧牲自己以化為光的能量協助飛鳥，在最50話中因其駕駛的戰機被斯菲亞挾持，導致飛鳥變身成帝納而奮不顧身擊退怪獸，涼在此刻也表白了自己的心意。然而飛鳥雖然消滅了斯菲亞卻因捲入黑洞而失蹤，但即使如此，涼卻比任何人都更相信飛鳥，並依舊堅信飛鳥一定會回來的，根據長谷川圭一所著的後續小說版中顯示，涼過去在一次事故中失去了父母，後被親戚收養為寄養孩子。在本作12年後進行Neo Zero Drive航法實驗時，被加速光速後得知當年飛鳥消失的真相，並與飛鳥在光的盡頭重逢。
《最終聖戰》
時年22歲，以培訓學院「ZERO」的訓練生身份客串登場，協助前往拉萊耶作戰的G.U.T.S擊退怪獸。
《傳奇》
在前作的故事之後15年，則是以升任SUPER GUTS Mars隊長的身分登場，45歲，在輔導新成員大河望的同時，從他身上感受到他具有與飛鳥一樣的潛力，並在結局中再度與飛鳥重逢。
 響豪介 （ヒビキ・ゴウスケ）
飾演者：木之元亮
配音：盧國權（香港TVB）、盧傑群 （香港VCD）
是一位行事作風嚴肅的硬漢，無論面對任何危機都絕對不失冷靜的SUPER GUT隊長，46歲→49歲。
在眼中容不下愚蠢的人，同時也經常對做錯事的隊員（尤其是飛鳥）用一句「蠢才」來批評。另一方面對待隊員們又如同父親一般照顧有加，會去深入了解隊員的性格，並對犯錯的隊員嚴加照顧。
過去曾在TPC警務局擔任前線隊員（迪卡第18話），在哥爾贊戰鬥中因自己的魯莽導致其隊友在攻擊中而喪生，因此他也總是對此感到相當愧疚，並試著幫助在同一事件中喪失父母的孤兒院少女「春香」。在33話中則透露其有一個女兒「響園佳」，但因工作忙碌而疏忽了父女關係，使園佳的性格變得較為叛逆，並對他有很大的意見。最終在後來與納爾奇斯星人戰鬥的過程中和好。在最終話目睹飛鳥捲入了黑洞失蹤後，堅信著飛鳥仍向前飛馳，表示「只要相信夢想，光芒就一定在」。
《最終聖戰》
41歲，以培訓學院「ZERO」的訓練生身份客串登場，協助前往拉萊耶作戰的G.U.T.S擊退怪獸。
《傳奇》
在前作的故事之後15年後，他接任了總監一職，以第三任TPC總監的身分客串登場，64歲。
 幸田敏行 （コウダ・トシユキ）
飾演者：布川敏和
配音：陳卓智（香港TVB） 、 劉文光 （香港VCD）
溫文爾雅，沉著冷靜的SUPER GUTS的隊員，34歲→37歲。
是響隊長的得意助手，在響隊長不在時經常會帶領其他隊員於前線戰鬥。除了擁有戰略豐富的資歷外，也是航天員的技術專家，在各種意義上積極參與了新領域計劃中的宇宙開發。也相當敬佩過去GUTS的成員宗方副隊長，兩人曾在入伍考試時做過短暫的交流。
平時對待隊員的態度十分溫和，但在遇到危及同事性命的大事時則會表現得十分衝動。雖然認真冷靜，但也有著比別人更容易流淚的浪漫的一面，時常也會被天真的舞嘲笑，堆待飛鳥則如能夠依靠的大哥一樣，經常給予飛鳥許多重要的建議，在第34話中因和巴佐布戰鬥的英勇表現，使其被響隊長正式提拔為正式副隊長。
《最終聖戰》
29歲，以培訓學院「ZERO」的訓練生身份客串登場，協助前往拉萊耶作戰的G.U.T.S擊退怪獸。
《傳奇》
在前作的故事之後15年後，則是以升任TPC宇宙開發局參謀的身分登場，52歲，此刻的他負責監管火星本部基地及其他太陽系內的重要部門。在結局中與飛鳥短暫重逢。
 綠川舞 （ミドリカワ・マイ）
飾演者：山田瑪利亞
配音：林元春（香港TVB） 、 劉惠雲 （香港VCD）
SUPER GUTS的通訊員，一位相當年輕的電腦天才，18歲→21歲。 
出生於愛知縣，是位個性好動、純情，又充滿活力的善良少女，自稱是勝利隊中的「Super Lady」，同時也是新的光之巨人「帝納」的命名者。
18歲在前GUTS的成員矢住潤的推薦下加入了Super GUTS，但有時會因為年齡而被人看不起，一般不參與前線戰鬥，都在辦公室負責通訊，為前線隊員提供各種對怪獸分析的數據，另外在初期也缺乏對於前線戰鬥的勇氣。但隨著劇情的發展，她在各種任務中也漸漸成長，最終則獨當一面成為一名勇敢的戰士。在劇場版《光之星的戰士》中，在出擊任務時受到機器魔神「戴斯法薩」的鐳射砲擊中而重傷。但在與莫奈拉女王的決戰之後則順利康復。
與涼的關係非常好，兩人形同姐妹，在第26話中在涼的鼓勵下解決了移動基地的危機，並在任職期間經常被許多帥哥（包括外星人）或是機器人所吸引，另外由於與飛鳥年齡相近，因此兩人平時經常像朋友般一起出遊，此外在劇中她似乎對飛鳥有一絲好感，但兩人後續並沒有太大的進展。
《最終聖戰》
13歲，以初中生的身份客串登場，與朋友們目睹了地球被黑暗籠罩的局面。
《傳奇》
在該電影中未登場，但在設定中，則升任成TPC培訓學院「ZERO」的教官，36歲，根據小學館的《超人力霸王傳奇超全集》記載，他在培訓學院看重大河望的天賦，將其推薦給涼。
 狩谷孝平（カリヤ・コウヘイ）
飾演者：加瀬尊朗
配音：鄺樹培（香港TVB） 、 劉昭文（香港VCD）
沉穩認真，平時直爽的SUPER GUTS王牌射擊手，31歲→34歲。
宇宙考古學領域的專家，求知欲很強，喜歡研究各式各樣的古物，但對書法則是完全不精通。同時也擁有相當豐富的作戰經驗。雖然對於造成人類威脅的怪獸採取無情的態度，但一但對於居住地球悠久的遠古生物卻會相當保守。
平時喜歡戴著耳機聽音樂，一邊獨自在空曠的空間裡工作，經常愚弄身為舊識的良，然而非常懼怕良的強大氣場，因此經常批評良沒有女人味，至於對於飛鳥的魯莽性格有些許反感，有時會和他產生對立。
《最終聖戰》
時年26歲，以培訓學院「ZERO」的訓練生身份客串登場，協助前往拉萊耶作戰的G.U.T.S擊退怪獸。
《傳奇》
在前作的故事之後15年後，則是以升任Super GUTS Mars副隊長的身份登場，49歲，在結局中與飛鳥短暫重逢。
 中島努 （ナカジマ・ツトム）
飾演者：小野寺丈
配音：陳永信（香港TVB） 、呂永林 （香港VCD）
相當嚴謹且和善，負責機械調整和分析的SUPER GUTS隊員，31歲→34歲。
經常自稱為隊伍中的天才，擁有豐富的作戰經驗及熟悉生物學、天體物理學和行為心理學等領域，經常透過自己的科學知識和智慧負責進行分析和武器開發。一旦開始思考往往不能停止。個性相當嚴謹，不喜歡半途而廢的態度。有壓力時喜歡無節制的吃一桶炸雞，愛好是釣魚。
根據最終話與飛鳥的交談顯示小時候就展現高超的天才技術，然而在父親漠不關心的疏離下而感到沮喪，也因此立志成為“被人們認可的科學家”。然而最終也承認了他的父親，稱：「因為感謝我的父親，才能讓我現在能夠盡所能保護人類（俺が今こうやって頑張っていられるのは親父のおかげ）」，此外在第40話的加基拉事件中，他與大學時代的前戀人紀子重歸於好。
《最終聖戰》
時年26歲，以TPC科學家的身份客串登場，在慌忙中收到了地球被黑暗籠罩的相關數據。
《傳奇》
在前作的故事之後15年後，則是以升任Super GUTS Mars科學班主任的身份登場，49歲，在結局中與飛鳥短暫重逢。
 羽次郎 （ハネジロー）
配音：河島順子
別名「迷子珍獸」，一個來自麥拉尼星的寵物，是個長相非常可愛，友好的外星生物，且能聽懂人類語言。生活方式與人類沒有太大區別，該物種在它的故鄉被當作和平的象徵，但因母星毀滅已經瀕臨滅絕，具有飛行能力，被佛加斯星人視為和平之神，過去的主人(TPC的佛拉斯星調查隊) 被破壞獸莫斯阿甲被殺害後，一直向到達麥拉尼星的Super GUTS隊員們暗示麥拉尼星球的危機，並並在關鍵時刻幫助了困境中的帝納，之後則被飛鳥安全地帶回了地球，成為了人類的好朋友。實際上擁有小學二年級的智力，曾開設了自己的主頁「パムパムネット」。
在16話中曾因智慧遺傳因子而被大友博士抓去作為克隆怪獸的實驗，但最後則被Super GUTS隊員們平安救出。在第47話中，羽次郎則跟隨失去母星的族人法比拉斯星人一起登上UFO，踏上尋找新家的路途，在被帶回UFO之前曾開口向帝納（飛鳥）道別，此後在OV《羽次郎的歸來》及多部作品再度登場。

## 地球和平聯合組織（T.P.C）

#### 參謀
澤井聰一郎  （  ）
飾演者：川地民夫
配音：劉傑（台灣） 、 盧國權→源家祥、（香港TVB） 、 葉偉麟（香港VCD）
地球和平聯合組織T.P.C的創立者暨總監。前聯合國秘書長。
在20世紀時就以秘書長身份啟動名為「Forum2000」的計畫，並向社會大力倡議成立T.P.C，表示為人類的未來考慮，各國應該無條件放棄使用武力解決紛爭的手段，最終成功将聯合國转变为國際维和组织世界和平聯盟（世界平和連盟），更進一步變更為了現在的T.P.C，實現真正的世界和平。並廢除了地球防衛軍UNDF。他也經常參與G.U.T.S行動的製定，並致力於聯繫外太空生命，最終話與眾人竭盡全力營救成為石像的大梧。
在第49話中，曾揭露在少年時代似乎曾被圓谷英二的《哥吉拉》、《摩斯拉》等特攝電影所吸引。
《帝納》
現任T.P.C顧問。因患病而退出一線工作，第33話以「視察大氣改造系統，第一次訪問火星」的報紙影像，及最終話帝納和索菲亞決戰的時候出現，並鼓勵深見總監不要放棄希望。
 那原真之 （  ）
飾演者：タケ・ウケタ
配音：林保全、陳永信（代配）、陳欣（代配）（香港TVB）
監督G.U.T.S行動的T.P.C參謀。與吉岡長官不同是性情比較理性，因而深得澤井總監的信賴，隨著GUTS加強了實戰經驗，他似乎將前線的指揮權交給入麻隊長。最終話與眾人竭盡全力營救成為石像的大梧。
《帝納》
因T.P.C進行了改組，使得成為T.P.C西亞支部長，前往西亞開始擔任監督的工作。並在第36話以T.P.C西亞支部長的身份登場，第42話以火星基地成員出現在飛鳥的夢中。
吉岡徹治 （ ）
飾演者： 岡部健
配音： 張炳強（香港TVB）
T.P.C警務局長官，原地球防衛軍UNDF提督，曾反對廢除地球防衛軍UNDF。
和澤井是交情多年的老朋友。但與澤井不同的是他是支持戰爭一派的強悍代表，並抱持著擴張軍備、主動出擊的看法，通常與那原參謀意見相悖。
 一直擔心失去迪卡後地球防衛上會出現問題。在過去曾擔任過海軍潛艇員，經常隨身攜帶一把日本折扇。最終話與眾人竭盡全力營救成為石像的大梧。
《帝納》
雖未登場，但因TPC進行了改組，使得其警務局長官的職務被廢除，最終吉岡成為警務局顧問，前往尚未整備戰力的南美和非洲支部指導。

#### 醫療中心
新城真由美   （シンジョウ・マユミ）
飾演者：  石橋桂
配音： 蔣篤慧（台灣）
梁少霞、黃麗芳（代配）（香港TVB）
T.P.C醫務局醫護員，新城哲生的妹妹，19歳。
曾協助治療很多宇宙人和人類，因各崗位人員進出醫務室，而對TPC謠言和各種訊息都耳熟能詳，是位個性溫柔的少女。
曾有一名以摩托車高手而知名的男友青木拓磨，在第15話中被變形怪獸加佐特所殺後使真由美大受打擊，從此也認知到戰鬥的殘酷，並開始對TPC過度武裝化的趨勢存有質疑。
在最終話與邪神卡達諾佐亞的戰役時，與丹後博士聯合成功勸說柾木慶悟回歸來解救迪卡，並和預言家桐野牧郎有過短暫交流。
《帝納》
以T.P.C醫務局的醫護長身份登場，多次協助SUPER GUTS進行任務，在19話中透露仍無法走出前男友青木拓磨死去的陰影，但在帝納消滅了怪獸姑獲鳥後，和拓磨的靈魂再度重逢。

#### 科學研究局
樫村麗子 （ ）
飾演者：北川多香子
配音： 黃鳳英→ 雷碧娜（香港TVB）
T.P.C科學研究局局長，負責研發各類載具的負責人，過去曾是大都市工業大學的教授。
僅於1、2、4、18話登場，是效率噴射發動機系統——W.I.N.G.系統的發明者，曾參與過尤紗蕾時間機器的實驗分析。也經常協助堀井完善G.U.T.S的武器。聲音聽起來有些沙啞，在設定也曾是入麻隊長的朋友。
八生納判 
飾演者：小倉一郎
配音：  黃子敬
（香港TVB）
T.P.C科學研究局成員，也是旗下最優秀的科學家之一，麥格斯動力系統的研發者。
為了實現夢想而選擇當一名科學家。共花費了20年的心血設計出終極戰艦「亞特蒂斯號」，其對於自己的研究充滿熱情。其試驗飛機「白雪號」則是其親自命名。
《帝納》
雖未登場，但因T.P.C進行了改組，因為開發方針的分歧宣布從宇宙型戰艦開發小組中退出。
丹後裕次 
飾演者： 岡村洋一
配音： 梁耀昌（香港TVB）
T.P.C生命科學研究中心成員，個性心胸狹窄，十分驕傲自大，覺得自己不受到團隊重視的男子。
他主要負責致力於迪卡之地的其餘兩具雕像的殘餘物研究，並幻想製造出一個真正的「人造超人」，而後則和柾木慶悟合謀引發了邪惡迪卡事件。在最終話與加坦傑厄的戰役時，已經反省自己的過錯，而與真由美成功勸說柾木慶悟回歸解救迪卡。
江崎博士  （エザキ博士）
飾演者： 荒谷公之
配音： 李錦綸（香港TVB）
T.P.C科學研究局成員，宇宙發展局防禦系統「DCS」的開發者，江崎滿的父親。
僅於《迪卡》第4話登場，與其他兩名隊員在木星軌道駕駛自己開發的「吉普他3號」時被複合怪獸立加德隆所附身，最終在迪卡的光線下與其他的隊員從立加德隆體內解脫，靈魂化身成超越人類的光之生命體離開了地球。
水野高治 （ ）
飾演者： 鹿島信哉
配音：陳永信
（香港TVB）
第6話登場，參與T.P.C研究小組的氣象學家，堀井的恩師。
在電離層進行考察時遭到了變形怪獸加佐特的襲擊而被吞噬殺害。
栗田博士（  ）
飾演者：堀内正美
配音： 盧國權
（香港TVB）
第40話登場，T.P.C科學研究局成員。
正在研究由於宇宙射線的影響而實現的實體夢境，並闡明「宇宙線摩爾普斯D」對特殊人類的腦波產生反應的原理。

### 迦羅瓦基地
早手晨 
飾演者： 京本政樹
配音： 馮錦堂→黎偉明（香港TVB）
T.P.C月球迦羅瓦基地隊長，是入麻的大學同學以及摯友。
首次於《迪卡》第48話登場，是一位身懷精湛射擊技術和劍道本領，帶有魯莽叛逆的氣質，但卻機警靈敏的男子，在該集月球基地被怪獸梅珠朗攻擊後逃到地球。
最終和迪卡聯手打敗梅珠朗後，則和其他獲救的隊員返回月球以重建月球基地，並在最終章對抗卡達諾佐亞的戰役中協助G.U.T.S。
《帝納》
以宇宙冒險部隊的隊長身份再度登場，為了追擊查達賓星人的行星破壞武器Ndamoshite X的行蹤而來到了地球。
岸永宏治  
飾演者： 古河聰
配音：李錦綸（香港TVB）
《迪卡》第48話登場，來自T.P.C月球迦羅瓦基地的副隊長，在月球基地被怪獸梅珠朗攻擊時被梅珠朗抓走而困在繭中，但卻因而倖存下來。
最終在迪卡打敗梅珠朗後，他與早手晨隊長返回月球以重建月球基地。

### 三角洲宇宙空間站
柳瀨臣（ヤナセ・オミ）
飾演者：荒木茂
配音：源家祥（香港TVB）
《迪卡》第7話登場，T.P.C三角洲宇宙空間站技官，麗奈的父親。
早年因為工作而和妻子離婚，因而錯過了為女兒送禮的機會，使父女二人關係險些決裂。由於雷丘蘭星人乘坐的宇宙船在飛行中失控即將撞上太空站，在迫不得已之下炸掉了雷丘蘭星人的飛船。最後雷丘蘭星人跟隨柳瀨技官的飛船來到了地球，隨後更在殺死了同僚麻宮後將其綁架。後來在與雷丘蘭星人的戰鬥中，和前來救援的麗奈得以和解，兩人最後駕駛GUTS Wing 1號協助迪卡消滅了雷丘蘭星人。
麻宮茂樹  （アサミヤ・シゲキ）
飾演者： 池田秀一
配音： 林保全（香港TVB）
《迪卡》第7話登場，T.P.C三角洲宇宙空間站技官，柳瀨臣的同事。與柳瀨臣返回地球時遭到雷丘蘭星人的襲擊中身亡，後來則被G.U.T.S發現燒毀的頭盔。

### 宇宙開發中心
真田良介  
飾演者： 柚原旬
配音： 林保全（香港TVB）
《迪卡》第11、47話登場，T.P.C宇宙開發中心「天賦計劃研究組」的主管，堀井的大學摯友。
出身自優秀的精英家庭，因此有著被家人強求第一成績的壓抑過去，曾經報考G.U.T.S成員的資格，然而最終因能力及性格因素而落榜，加上與暗戀對象伊集院的感情也未有結果，而後過於執著目標的緣故，導致悔恨的他將能夠增強生物力量，在隕石含有的「宇宙細胞艾勃隆細胞」移植到自己體內，內心的黑暗和極端情緒直接放大，吸收太多電能而走向變成怪獸「艾勃隆」的悲劇。
最終被迪卡使出哉佩利敖光線後，疑似由於體內長期遭受副作用的折磨而當場去世。
在第47話中，當GUTS對抗梅塔莫爾加的時候，因艾勃隆細胞中的真田意識被喚醒，因而以艾勃隆的幻影形式登場，使梅塔莫爾加無法行動。
伊集院沙也加（イジュウイン・サヤカ）
飾演者：島崎路子
配音：盧素娟（香港TVB）
《迪卡》第11、47話登場，堀井和真田良介的大學舊識。在三個月前得知良介的病情後，因擔心良介而跟隨到度假村，與堀井勸導真田無果後，目睹了良介失控化為怪獸「艾勃隆」的瞬間。
於第47話再度登場，向堀井表示想得知過去真田進行艾勃隆細胞實驗的因果而前往宇宙開發中心工作，在遭遇梅塔莫爾加事件時意外與江崎相遇，在目睹堀井和江崎兩人間的羈絆，並目睹真田顯靈阻止怪獸的瞬間後，而改觀自己悲觀的看法，則重獲不要放棄希望的念頭，在該話結局出席堀井和江崎的婚禮。

### 情報局
宮澤局長（ミヤザワ局長）
飾演者：滝川潤
配音： 黃子敬（香港TVB）
《迪卡》第18話登場，T.P.C情報局成員。負責監控休火山霧門岳的活動，當霧門岳突然爆發時分析了岩漿的異常運動，發現火山噴發的原因來自地下的哥爾贊正在積蓄火焰岩漿能量。
二階堂努（ニカイドウ・ツトム）
飾演者：廣瀬昌亮
配音： 陳曙光（香港TVB）
《迪卡》第37話登場，T.P.C情報局成員。因G.U.T.S成員慶祝花見活動而臨時被調派到指揮室，並和沒有去看櫻花的大梧一同工作。當大梧駕駛戰機開始擊退馬農星人時，他是該基地唯一的操作員。
立村參謀
飾演者： 石橋保
配音：  李錦綸（香港TVB）
《迪卡》第38話登場，從T.P.C歐洲支部抽調過赴任情報局的參謀。是一位相當優秀的菁英，然而卻對迪卡的存在感到不信任，並認為T.P.C和G.U.T.S的能力非常弱小，為了必要調查公眾對於怪獸出現之後的反應及動態的數據，而刻意捏造出怪獸的情報企圖擾亂民間的秩序，以便T.P.C和G.U.T.S可以更順暢地攻擊怪獸，最後因被發現進行情報操作實驗，而被參謀部門遣送回原部門。

### 宇宙開發局
城崎仁 （キノサキ・シン）
飾演者： 早坂慎太郎
配音： 郭志權（香港TVB）
《迪卡》第41話登場，T.P.C宇宙開發局羅慕路斯號的駕駛員。
和新城是過去航空訓練班的同學兼死黨，和乾兩人一直保持著太空船遠距離的飛行記錄。卻在回程地球途中遭到伊路德人的實驗攻擊，最後飛船失去了聯繫。
是城崎的意識在被伊路德同化前，透過通訊器告訴新城一槍射殺已成為伊路德的自己，最終則因此身亡，然而他的屍體在經過分析後成功做出阻止同化的解藥，並及時挽救了乾的性命。
《帝納》
第35話中曾被提及，並成為促使新城再度回歸太空人的關鍵之一。
乾清登 （イヌイ・キヨト）
飾演者：冴場都夢
配音：蘇強文（香港TVB）
《迪卡》第41話登場，T.P.C宇宙開發局羅慕路斯號的駕駛員。
和新城是過去航空訓練班的同學兼死黨，是位優秀的太空人，和城崎一直保持著太空船遠距離的飛行記錄。卻在回程地球途中遭到伊路德人的實驗攻擊，最後飛船失去了聯繫，並目睹城崎變身伊路德人的瞬間。後來新城在檢查了他的傷口後，發現了他也有變身成伊路德人的跡象。因此他把城崎生前愛吃的食物「菠蘿麵包」作為口號，一但回答不上來就要求新城開槍打死他。最終則及時施打能避免被同化解藥，在傷勢痊癒的時候則抱著城崎的心願，繼續開始一人的星際旅行。

### 警務局
南雲副局長（ナグモ）
飾演者：小西博之
電影《最終聖戰》登場，TPC警務局副局長。
具有相當好戰的性格，堅稱應該以迪卡的失蹤來或許其他超古代戰士的資料，好研究光之巨人的力量以提供人類使用，以此作為加強TPC武裝力量的藉口。此外也毫不猶豫地為此作出任何犧牲，因而派遣探查小組前往拉萊耶進行研究。最終因自行決定移動最高機密計劃造成重大損失而被捕，F計劃也被永久凍結。
佐伯隊長 
飾演者： 加納竜
電影《最終聖戰》登場，露露耶探查小組隊長，佐伯麗佳的哥哥。
與探查小組前往位於南太平洋的遠古遺跡拉萊耶進行研究並試圖奪取黑暗巨人的石像，但最終卻遭到小型佐加的攻擊而喪生。

## 新邊疆時代的地球和平聯合組織（T.P.C）

### 參謀
深見幸樹（フカミ・コウキ）
飾演者：天田俊明
配音：源家祥（香港TVB）
地球和平聯合組織TPC的第二代總監，在澤井聰一郎因病退休並成為顧問之後，開始擔任起第二任總監的責任。過去是TPC環境保護機關的委員長，經常進入GUTS總部並親自下達指示，但他很少干預Super GUTS自己的任務。
私下則是一名擅長書法，安穩的好人，稍稍欠缺決斷力。有時也會講出滑稽的發言。在《傳奇》中已經退休。
 宮田誠二 
飾演者：圓谷浩
配音：馮錦堂、李錦綸（代配）（香港TVB）
T.P.C本部的參謀長，深見幸樹的得意助手，是位溫厚安靜但偶爾也有強硬的幕僚人員。經常以和平的態度及手段負責輔佐總監許多組織的決策，同時也很常向Super GUTS發出指示，過去曾經是新麥克斯動力系統航行的試飛員。
 權藤喜八 （ゴンドウ・キハチ）
飾演者： 亀山忍
配音：黎偉明（香港TVB）
T.P.C本部的參謀長，堅持大力發展武裝捍衛地球的武力派，為了保證基地的絕對防禦力而執行各種秘密的策劃。
極度不信任帝納，認為不應該把地球交給來歷不明的光之巨人，因此在竊取『F計劃』的情報後，利用曾變身成邪惡迪卡的「正木敬吾」所留下的轉化裝置，意圖製造出最強的防衛兵器「人造超人」。
在第49話中強行綁架飛鳥，並殘忍地從他身體內吸收能量，投射在成品「提拉諾伊德」上，但在提拉諾伊德被索菲亞之後寄生過後，權藤為了彌補一切的過錯，把自己送入光線吸收的轉化裝置中，最後在自己的光輸送給飛鳥後死去，最後F計畫已經被消滅。
 椎名佐恵子 （  ）
飾演者：前山保美
配音： 蔡惠萍→沈小蘭、林丹鳳（代配）（香港TVB）
T.P.C本部的參謀長，是最具有決定性力量的幕僚人員，行動力出色、精明能幹的參謀。在緊急時刻的直覺和靈光一閃，深見一眼就能看透。隱藏在內心的溫柔也是其魅力所在。負責監督網路資訊和了解一些有關超人力霸王的信息。同時也是入麻參謀的上司。

### 成員培訓中心『ZERO』
飛鳥和馬（アスカ・カズマ）
飾演者：隆大介（友情出演）
配音：陳永信（香港TVB）
飛鳥的父親，Zero Drive試驗機二號機的測試駕駛員。在2005年進行試驗機的實驗測試時消失於一道光之中，從此下落不明，因而得到了「傳奇飛行員」這個尊稱。
對於飛鳥可說是最重要的心靈支柱，在劇情中幾乎都在飛鳥的夢境和回憶中出現。在最終話時暗示終於與飛鳥團聚，兩人也駕駛著戰機消失在「光」的盡頭中。
根據長谷川圭一所出的小說後日談則直述帝納為「飛鳥的父親和真成為光的存在」，當年消失於光的和馬實際上與光融合，並變成超人力霸王在宇宙中戰鬥。
 不動健（フドウ・タケル）
飾演者：菊池孝典
配音：黎偉明（香港TVB）
T.P.C成員培訓中心『ZERO』的訓練生，過去曾是飛鳥的競爭對手。不動健次的哥哥。擁有與飛鳥並列第一的優異成績，同時也具有很高的駕駛技巧，但卻因在模擬訓練中因飛鳥的犯規策略而被擊敗，故最終沒有進入Super GUTS。後來被選為α斯佩里奧號的試飛員，隨後卻因測試飛行中發生空中分解事故而喪生身亡。
 三科正己  （ミシナ・マサミ）
飾演者： 吉田友紀
配音： 林國雄→梁耀昌→張炳強（香港TVB）
T.P.C成員培訓中心『ZERO』的教官，同時也是飛鳥真和不動兄弟的老師。過去曾是飛鳥真父親「飛鳥和馬」的摯友，同時也是唯一一位目睹和馬在測試最新飛行器試飛中消失的人。

### 未來研究中心
如月瑠衣 （キサラギ・ルイ）
飾演者： 杉本彩
配音： 沈小蘭（香港TVB）
T.P.C未來研究中心的博士，於電影《光之星的戰士》首次登場，負責進行普羅米修斯號戰艦開發及設計工作的首席開發官。由於成為莫奈拉星人的附體對象，因此導致普羅米修斯號最後變成電腦魔神戴斯法薩，並企圖侵略地球。
此後她為自己的過失感到遺憾，並將原本搭載在普羅米修斯號上的破壞兵器「新麥克斯炮」，則密封在木衛三加尼米德基地上，在第50話中因協助Super GUTS擊敗索菲亞，與矢住潤將新麥克斯炮安裝在「移動要塞NF-3000」上。

### 生物工程研究所
大友博士（オオトモ博士）
飾演者： 宮沢彰
配音： 招世亮（香港TVB）
T.P.C生物工程研究所的博士。
夢想著怪獸會為人類社會的共存做出貢獻，並開始通過克隆技術融合進了多種怪獸的遺傳因子，並試圖做出能聽從人類命令的怪獸。
在扎利那地帶的無人島秘密進行奈奧扎爾斯的研究，為了讓奈奧扎爾斯擁有智力而綁架了羽次郎，並打算移植入羽次郎智慧遺傳因子，不過則因克隆希爾巴貢的暴走而中止。
最後為了打敗暴走的克隆希爾巴貢而匆忙將奈奧扎爾斯出擊。然而卻因奈奧扎爾斯後暴走的關係，最後連同研究所一同被奈奧扎爾斯所殺害。
 山崎裕之 （ヤマザキ・ヒロユキ）
飾演者： 渡祐志
配音：黎偉明（香港TVB）
T.P.C生物工程研究所的博士助手。
由於被南歐支部查問審議委員會決定中止怪獸基因實驗，因而逃到扎利那地帶的無人島秘密進行奈奧扎爾斯的研究，為了讓奈奧扎爾斯擁有智力而綁架了羽次郎，並打算移植入羽次郎智慧遺傳因子，不過則因克隆希爾巴貢的暴走而中止。
在大友博士被奈奧扎爾斯所殺害後失蹤，為了向阻礙計畫的Super GUTS復仇而從TPC的基因工程實驗室偷走了「艾勃隆細胞」並躲在小行星帶的洛克蘭德基地。
最後被飛鳥和不動緊逼，喪心病狂地將艾勃隆細胞注射在自己胸口，而變異形成了超異形進化怪獸鐘勃格，最後則被帝納以索爾捷特光線消滅。

### 宇宙考古学研究所
島田、五十嵐、西 （シマダ、イガラシ、ニシ）
飾演者：佐藤佑介、所博昭、道又隆成
配音：林國雄（島田）、郭志權（五十嵐）、梁耀昌（西）（香港TVB）
《帝納》第14話登場，TPC宇宙考古学研究所的研究員，曾和狩矢隊員一同執行勘探月球的古代遺跡（王室之谷）時，意外遭到宇宙帝王努阿扎星人伊西利斯的襲擊。

### 生物工學班
小松主任 （チーフ・コマツ）
飾演者： 植田峻
配音：林國雄（香港TVB）
《帝納》第24話登場，TPC生物工學班成員。儘管他的性格較為尖銳帶刺，但他則擔當著束良湖研究小組的指揮官角色，當瑪麗休拉攻擊研究小組時，在助手富田的犧牲下幸運逃脫。
富田
飾演者： 相澤一成
配音： 馮錦堂（香港TVB）
《帝納》第24話登場，TPC生物工學班研究員，小松的助手。
是束良湖研究小組的成員之一，最終在瑪麗休拉的攻擊下殉職。

### 海洋開發局
原島  
飾演者：志村知幸
配音：蘇強文（香港TVB）
《帝納》第25、26話登場，南極洲海底基地・冰堡的主任，彩織的父親。
與隊員們遭到水棲生命體斯休姆的襲擊，在小宮，澤木等下屬們的犧牲下，成為冰堡襲擊事件中的唯一倖存者，儘管被涼和小舞發現時已是處於彌留狀態，但是在強大的意志力和Super GUTS的保護下救回一命，最終在家人們的陪伴下順利康復。
江尻主任 （  ）
飾演者：友金敏雄
配音：源家祥（香港TVB）
《帝納》第25、26話登場，TPC海洋開發局主任，指揮Super GUTS前往南極洲調查南極海底水溫升高的原因。是一個相當尖銳焦躁的男子，和Super GUTS不停地數落不聽從命令的隊員們和首次參與前線行動的小舞，但當移動基地遭到水棲生命體斯休姆的襲擊時則顯露出缺乏膽量的一面。最終在目睹Super GUTS成功阻止斯休姆的計畫之後，則反省自己的過錯，並向響豪隊長肯定Super GUTS的價值。
藤倉
飾演者： 和田圭市
配音：鄺樹培（香港TVB）
《帝納》第23話登場，TPC海底研究站・Triton J2的設計者，是幸田隊員的摯友，過去擔任實習生時，曾因橄欖球事故導致其中一隻腳終生殘蹟。在該話中，由於Triton J2基地遭到突然出現的深海龍地普拉斯襲擊，因無法及時逃離而殉職。

### 迦羅瓦基地
大門竜造 （ ）
飾演者：橋本功
配音：張炳強（香港TVB）
《帝納》第29話登場。月球迦羅瓦基地的技術班長，除了參與Zero Drive試驗的開發外，同時也擔當著試驗機電漿百式的維修工作。
是命令飛鳥進行電漿百式試飛的指揮員角色。
德川平祐 （トクガワ・ヘイスケ）
飾演者： 野上正義
配音： 陳曙光（香港TVB）
《帝納》第29話登場。月球迦羅瓦基地的技術副班長，與大門班長負責參與Zero Drive試驗的開發。

### PWI中央研究所
日野田（ヒノダ所長）
飾演者：佐藤仁哉
配音：  李錦綸（香港TVB）
《帝納》35、36話登場，前GUTS隊員新城當前所轄的機構，PWI中央研究所的所長。是TPC與PWI共同推動的聯合開發項目「宇宙網」的核心人物。

### Black Buster
佐伯麗佳（サエキ・レイカ）
飾演者：水島香織
配音： 林元春（香港TVB）
《帝納》第49、50話登場，T.P.C警務局所轄特殊部隊「Black Buster」的隊長，同時也是權藤參謀的得力幹將。
為了能使人類掌控超人力霸王的力量而參與了「F計畫」，並盜取了相關資料，並利用TPC專用網路邀請飛鳥到火星基地看看所謂的「好東西」。
在泰拉諾伊德被索菲亞寄生變成超合成獸人之後，由於率領的Black Buster在戰鬥中全滅，因此她成為隊伍中的唯一倖存者，最後則保護在火星上徘徊的涼，並將其送往飛鳥所在的火星生物園，離開了火星。
根據長谷川圭一後續小說顯示，她是拉萊耶調查隊隊長佐伯（サエキ）的妹妹，過去因事故失去雙親，與哥哥相依為命長大後，哥哥卻在拉萊耶的調查中喪生，曾為了要超越要打倒的敵人而立志加入Super GUTS，在最終測試前卻因身體受傷而未能通過考試，因此則加入了與Super GUTS反目的警務局戰鬥部隊。 同時作為競爭對手的良的活躍，更使她感到嫉妒不已，隨著知悉「F計畫」和因飛鳥的影響使手下力將不動退出隊伍後，更是加劇了其對飛鳥和良的怨恨。
最終在經歷泰拉諾伊德事件後則對兩人改觀，在13年後協助良進行Neo Zero Drive航法實驗，曾特地向良通訊，希望她能向飛鳥轉告感謝。
 不動健次 （フドウ・ケンジ）
飾演者：江戸山口
配音： 郭志權（香港TVB）
T.P.C警務局所轄特殊部隊「Black Buster」隊員，同時也是不動健的弟弟。向飛鳥告知不動健的死訊，並和飛鳥聯手阻止逃往小行星帶，奪走「艾勃隆細胞（在迪卡就已登場，可使人類變成怪獸的宇宙細胞）」的研究人員山崎，在與山崎的槍戰中受傷，在瀕死的情況下被未知的光芒所包圍後則改觀，並在任務安全完成後則決定回到培訓中心『ZERO』而退出了Black Buster，繼續為了加入Super GUTS而努力。根據長谷川圭一後續小說顯示，他在13年後成為Neo Super GUTS的一員。
 夏目 
飾演者： 富田昌則
T.P.C警務局所轄特殊部隊「Black Buster」副隊長，第49話登場。
在泰拉諾伊德被索菲亞寄生變成超合成獸人後，率領隊伍進行作戰時遭到攻擊而喪生。

## 重要角色

### G.U.T.S的家人與關聯者

#### 圓家
圓光
飾演者：金光瑞穗 （幼年）、山崎百合（成年）
配音：沈小蘭（幼年）、劉惠雲（成年）（香港TVB）
《帝納》第50話、最終話與電影《光之星的戰士》登場，大梧和麗奈的女兒，是人類第一位出生在火星的孩子。
根據長谷川圭一所著的後續小說版情節中，她在13年後成為入麻惠美的輔佐官。
《遠古復甦的巨人》
以成年樣貌登場在弟弟小翼收藏的照片中。
圓翼（マドカ・ツバサ）
參見：#超人力霸王迪卡與超人力霸王帝納角色列表 § 外傳

#### 堀井家
江崎滿 （エザキ・ミチル）
飾演者：早勢美里
配音： 梁少霞→雷碧娜（香港TVB）
《迪卡》第22話首度登場，設計出「吉普他3號」的江崎博士女兒，在宇宙開發中心工作。
在父親因太空船意外（詳第4話）離開之後，無法理解父親將事業優先於家人的想法，萬念俱灰的她企圖來到父親生前工作的宇宙觀測中心自殺，但因為瑪格尼亞引發的大霧事件而及時背在當地調查的大梧和堀井所救，最終則和經歷過生死劫難的堀井展開戀愛關係。
在《迪卡》第47話中，由於堀井老是忙碌於工作而忽視戀愛感到不悅，但在經歷了怪獸梅塔莫爾加的事件後而改觀，最後因完全認同堀井並一同攜手結婚。
《帝納》
在第35、36話中，以堀井之妻堀井滿（エザキミチル）的身份登場，經常告誡孩子不要嘲笑因工作而疏忽家庭關係的父親，並稱呼堀井是相當勇敢的人。三人為了慶祝未來的生日而來到六甲山，在意外看見帝納戰鬥的畫面後則帶著孩子們回到大阪，然而勉與未來則因撿到飛鳥遺失的變身器，而離開滿的身邊。
最後藉助PWI的宇宙網於孩子們大阪城重逢，並一同目睹丈夫政巳協助對抗斯菲亞合成獸的作戰，在結局則和一家人在神戶各地旅遊。
堀井勉、堀井未來（ホリイ・ツグム、ホリイ・ミライ）
飾演者：西川弘規、高野水月
配音：區瑞華、鄭麗麗（香港TVB）
於《帝納》第35、36話登場，堀井的兒子和女兒。
堀井勝（ホリイ・マサル）
飾演者：山內勉
配音：陳欣（香港TVB）
於《帝納》第36話登場，堀井的哥哥。

#### 入麻家
三浦智樹
飾演者：辻和希
配音：袁淑珍（香港TVB）
《迪卡》第25話·第51話、最終話登場，入麻及已故丈夫三浦克人的兒子，有著天才般的駭客技術。由於過去父親在意外中喪生時，母親因為在巴西因而未能及時處理喪事，因此和母親產生了隔閡，在基里艾洛德事件中，將奶奶蠱惑的訊息透過駭客技術傳遞給於T.P.C工作的母親，更透過技術協助了迪卡重拾「光」，最終重新與母親和好。
三浦順江（ミウラ・ヨリエ）
飾演者：風見章子
配音：區瑞華（香港TVB）
《迪卡》第25話登場，三浦智樹的奶奶，入麻隊長的已故丈夫，三浦克人的母親，由於過去兒子在意外中喪生時，惠美因為在巴西因而未能及時處理喪事，因此並不允許惠美與智樹相見。因被基里艾洛人製造的天使幻影蠱惑而支持迪卡是惡魔的言論，直到基里艾洛德被消滅後，三代間的矛盾才被化解。

#### 新城家
新城真一（シンジョウ・シンイチ）
飾演者：立川大和
配音：黃鳳英（香港TVB）
《迪卡》第13話登場，新城和真由美的堂弟，將來的志向是希望能加入GUTS的隊員，目擊了綁架宇宙人「勒比剋星人」用光線槍擄走人類的場面。

### SUPER G.U.T.S的家人與關聯者

#### 響家
響園佳（ヒビキ・ソノカ）
飾演者：山口步
配音：梁少霞（香港TVB）
於《帝納》33話登場，響豪介的女兒，由於父親的疏忽管教而成為「Roller Kids」叛逆團體的成員，並且與領導人「勝」有類似戀人的關係。在發現壞團體的成員和勝在一夕之間變成老實人後，為了調查背後策劃的「怪人」而找尋蓮海薰合作。後因擅自行動調查的關係遭到了納爾奇斯星人的綁架，最後則是被其他Super GUTS成員所營救，後續則和團隊們組成了一支樂隊。

#### 綠川家
綠川廣樹（ミドリカワ・ヒロキ）
飾演者：山田裕喜
配音：蔡惠萍（香港TVB）
於《帝納》47話登場，綠川舞的親弟弟，特地來到Super GUTS送花，相當喜歡羽次郎。

## 超古代文明相關者
在3000萬年前的漸新世，由超古代人所率領的文明開始興起，並建立無數繁榮的都市，然而過去曾來到地球的「黑闇之王」與祂的眷屬，在隕石襲擊後從沈睡中甦醒，並派出黑暗派生出以哥爾贊為主的怪獸攻擊人類，這時，從獵戶座來到地球的「光」，則選中人類中尚未喪失勇氣的戰士一體化，變成了「光之巨人」，而化身成光之巨人的超古代戰士則開始打倒怪獸，將黑暗力量的眷屬們封印入神殿深處。（部分為小說版設定）
然而當「邪神加坦傑厄」利用「齊傑拉」使當時的人類都沉溺在快樂的夢境世界裡，讓人類陷入了沒有了戰爭，和平的生活著的幻覺世界，光之巨人因無法干涉人類的選擇，因此將自己的身體隱藏在巨大的金字塔中，還原成光的形態離開了地球。最終邪神加坦傑厄帶著毀滅的黑暗降臨，將超古代文明徹底毀滅，倖存的超古代人則搭著飛船離開了地球（詳第45話）。
 尤紗蕾 （ユザレ）
飾演者：長内美那子、高樹澪（第50話、電影）
配音：蔡惠萍（香港TVB）、曾佩儀（香港VCD）
三千萬年前超古代時期的地球警備隊隊長皆人類祭司，過去超古代時期滅亡時，她曾為了向後世的人類告知怪獸警示的預言，因此將其人工智慧的程序以立體投影的方式存放自時間囊中。在第1話中，當時間囊墜落到地球上遭到TPC回收時，透過裝置所投影出現，並告知GUTS「大地的怪獸」哥爾贊及「天空的怪獸」美爾巴將會出現於地球，以及關於迪卡之地的預言。在第2話中，曾私下告知大梧其繼承了超古代人的遺傳基因，因而認定他就是化身成迪加的人選，向大梧表示：「你既是光，也是人類。」此後，她時常出現在大梧的幻象和夢境中，並將發生在超古代文明的訊息傳遞給大梧，在第50話曾幻化成入麻的樣貌，出現在入麻的面前向其警告著黑暗的到來。

《最終聖戰》
在設定中，尤紗蕾的超古代基因流傳自後人入麻身上。因此當闇之巨人復興，尤紗蕾之魂從入麻體內出現，並對拉萊耶下了有效期為100年的封印結界，使入麻和拉萊耶內復活的三個闇之巨人困在結界中，和大梧間的對話，曾講述關於闇之巨人的事情及過去勸說了黑暗巨人「黑暗迪卡」棄暗投明的始末。
 柾木慶悟 （マサキ・ケイゴ）
飾演者：高良隆志
配音： 陳欣（香港TVB）、魏惠文（香港VCD）
於《迪卡》第43、44、最終話登場，25歲，從第44話的TPC數據庫得知，出生地為鹿兒島縣，身高178cm，體重62kg，血型B型，1982年7月31日出生。
是賽鐵克集團（Cytech Corporation）的CEO，擁有物理學家、數學教授、航太工程教授的資格。雖擁有優秀的身心天賦，但是其性格卻狂妄自大，由於和圓大梧一樣繼承超古代人的遺傳基因，因此一直尋找三千萬年前的超古代遺跡，並研究出如何將人類變成光和超人結合，並將光之巨人的強大能力視為「引領人類的救世主」並藉此支配人類。
第43話時，曾透過巨大鯊魚型機器怪獸「地中鯊蓋歐扎克」搜索出藏在熊本市地底的光之巨人石像，並在結局時奪走了大梧的神光棒，並在第44話中透過自己開發的「光基因轉換器」，使自己與第四個巨人石像同化，從而變成了「邪惡迪加」並在熊本市徹底失控。
最終，邪惡迪卡因柾木的過於自大，導致能量過度消耗，被迪卡使用融合細胞轉換光束的哉佩利敖光線而消失，變回了柾木，柾木也在精神崩潰的情況下被TPC逮捕。在最終話中，柾木在丹後博士及真由美的勸說下回歸良善，並協助TPC和GUTS傳輸光能量給迪卡石像，將邪神卡達諾佐亞擊敗。
《帝納》
雖未登場，然而在第49話中被入麻所提及，其製作的光基因轉換器數據也被警衛局竊取。
 板橋光夫、大沼慶子  （ ）、（ ）
飾演者：高野浩幸、春菜千廣
配音： 馮錦堂、黃子敬（代配）、林元春
（香港TVB）
於《迪卡》第3、20、25、52集登場，超古代時期就出現並潛伏於地球的精神生命體「基里艾洛人（キリエロイド）」的人類型態與巫女。
他們聲稱人類是愚蠢的生物，並想要藉此統治人類，也因此相當敵視被人類視為守護神的迪卡。在第3話借助了3年前死去，於1967年6月23日出生的人類「板橋光夫」的身份，稱自己是能預言地球毀滅的預言家，逼迫入麻向基里艾洛人表示敬意，但遭到拒絕，後變形成為基里艾洛德而破壞城市。在第25話中製造了天使幻影蠱惑人類，並試圖打開空中的「地獄之門」，召喚自己的伙伴準備讓世界陷入黑暗中。但最終則是被人們支持的迪卡所壓制，並和「地獄之門」一起被哉佩利敖光線所消滅。在最終話中，迪卡在加坦傑厄擊敗變成石像後，曾短暫出現在大梧的面前，並嘲諷大梧不配擔當地球的守護神。
陸克、迪娜
飾演者：佐渡稔、金綱理香
配音： 何國星、梁少霞（香港TVB）
《迪卡》第45話登場，在超古代文明因離開地球，尋找新土地的超古代父女。身體已改造成要靠著齊杰拉精華液才能維持身體機能的電子生化人，然而他們認為齊杰拉是為了保護人類不被黑暗怪獸吞噬的使者。並認為不管是哪種結局，人類的結局都是走向毀滅，因此而重返地球前來轉播齊杰拉的種子。終隨著迪卡成功打敗了齊杰拉，兩人也失去了力量之源，但他們則領悟到了生命的真正含義，隨後二人向大梧道謝後消失。

## 宇宙人或怪獸

#### 《迪卡》篇登場
沙紀
飾演者：伊藤智乃
配音： 林元春（香港TVB）
第9話登場，來自宇宙的神秘少女。因為遺失能召喚「守護怪獸瑪奇納」的膠囊而在地球浪蕩200多年，一直等待著機會返回自己的故鄉，在過去曾與少年時期的大梧相遇過，隨身攜帶的笛子是啟動召喚瑪奇那膠囊的關鍵，在TPC的資料庫也記載著她和笛子出現在各種時代的文獻資料。後因瑪奇納的出現而捲入TPC的自動地雷行動中，再生死關頭時因大梧出於保護的本能變身迪卡，而從自動地雷中被迪卡救出，最後在迪卡的幫助下與瑪奇納一同返回了宇宙，在離開的一瞬間稱呼迪卡為「大梧」，並接連暗示她也未曾忘記和過去與大梧的相遇。
露西亞
飾演者：桂木亞沙美
配音：黃麗芳（香港TVB）
第14話登場，逃亡在地球的宇宙人，在被追殺時意外被大梧和麗奈所獲救。因語言不通而無法和大梧交談，與另一位同伴「扎拉（鹽谷庄吾飾）」是捕捉其他星球居民為樂趣的殘忍宇宙人「木珍星人」下的獵物，最終在大梧面前被木珍星人殺害，並被GUTS以人類身分葬於地球，以此當作未能妥善保護她的贖罪。
阿達姆、伊芙
飾演者：松田洋治、鈴木美里
配音：李錦綸、陸惠玲（香港TVB）
第23話登場，宇宙文明那加將傷齒龍人工進化的生命體，具有強韌的耐久力與復蘇力，同時擁有和人類一樣的智慧。平時以人工皮膚的素顏化裝成人類，雙手部分保持恐龍形態，體質超凡脫俗，擅長用銳利的爪子來襲擊對方。由於執行了那迦人的指令而與大梧對立，曾以銳利的爪子襲擊了大梧，不過由於墜樓的伊芙被迪卡解救後，大梧建議讓他們與地球人共存。但是他們最終以曾打算破壞地球為理由拒絕不接受，恢復成原本的樣子，為了尋找新的故鄉而回到宇宙。
奧比克
飾演者：赤星昇一郎
配音：陳永信（香港TVB）
第27話登場，一名居住在北野村的黑暗中，因現代文明開發，使自己的傳說漸漸被人們遺忘的日本妖怪。因感覺到昔日的北野村已經消失而試圖改變這一事實，因此在平常在晚上偽裝成售賣蕎麥麵的攤販，和夥伴影法師襲擊路人，製造妖怪復興的傳說。最終因拒絕了GUTS提議離開北野町的要求並發怒巨大化。在和迪卡的戰鬥中，因領悟到以前的村子再也回不來了，決定以死來回歸自己的理想之地，隨後被迪卡發出的光線打中而死。在回歸黑暗後，新城和大梧則推測「奧比克是希望人們記住從以前的村子的事，想讓每個人都記住他。
克里斯·瑪雅
飾演者：田中規子 、織田千雛（少女時代）
配音：林元春（香港TVB）
第29話登場，當紅知名歌手。其真實身份為宇宙人，過去原跟隨哥哥和母親在星際旅行，但從地球返回時飛船出了問題，瑪雅只得附身在一個死去的車禍少女上存活下來。而瑪雅的母親和哥哥曾承諾會接走她。但是過了不久後，那坦星人侵略了瑪雅的星球並將瑪雅的母親殺害，哥哥則在宇宙逃亡。多年後，瑪雅的哥哥和倖存者取得聯繫後，附身在新城哲夫的身上，欲帶瑪雅離開地球。最後瑪雅的哥哥因被那坦星人殺害而死，在戰鬥結束後，清醒的新城知曉了一切，並和大梧一起找到瑪雅並成功說服她繼續留在地球。頓時瑪雅才明白了哥哥已死去的事實，並獨自一人遙望星空緬懷自己的親人及故鄉，最終她將這段經歷寫成新歌「藍色之夜的記憶」並受到熱烈好評。
葉月雪奈（ハヅキ・ユキナ）
飾演者：梛野素子
配音：黃麗芳（香港TVB）
第33話登場，小野田過去在南美採訪時失蹤的搭擋，實則遭到吸血魔獸休拉諾斯的攻擊而成為了毫無情感的吸血鬼，在該集最後在小野田的感化下短暫地變回人類，但最後則毅然打開窗簾結束自己吸血鬼的身份。
卡蓮（E-90）
飾演者：栗棲雪奈
配音：陸惠玲（香港TVB）
第42話登場，矢住在TOWN遊樂設施中搭救的神秘少女，真實身份是掌管TOWN遊樂設施的生物電腦「E-90」的虛擬AI，也是遊樂設施幕後的程序設計人。擁有自己的思想和意識，並認為人類是這個世界的BUG，因此開始發展洗腦人類、創造虛擬空間及入侵網路系統的能力。為了接近擁有反駭客模式的矢住，以少女的形式在虛擬空間中出現在矢住面前，由於矢住誤打誤救了她，導致喜歡上了矢住，因此在揭開真面目時曾勸說矢住一同在自己創造的世界中生活。然而遭到拒絕後因失望而憤怒遂變成機械生命體法伊巴斯，並試圖操縱TPC的武器裝備消滅人類。更入侵了GUTS基地的電腦系統，操控了亞特迪斯號和德爾塔太空站試圖攻擊東京，然而最終在矢住的勸說下放棄了抵抗，最終自願被迪卡消滅，在死前曾向矢住道謝。
查理加（チャリジャ）
飾演者：町田剛
配音：招世亮（香港TVB）
第49話登場，外號「宇宙魔人」，是從異次元來到地球，性格逗趣且誇張的怪獸買家，其裝扮與查理·卓別林十分相似，經常搭乘蝙蝠傘在空中飛行，手上可釋放出藍色光彈。變回原型時可在空中懸浮，在人類形態更能將臉穿過物體觀察建築室內的情形，經常在各種宇宙綁架怪物並進行出售。
似乎對於超人力霸王的存在相當熟悉，為了想要尋找能購買怪獸的資訊而來到圓谷製作公司，在得知圓谷英二的事情後則穿越時空回到1965年，放出了被封印在龍森湖的亞那加基，在亞那加基被迪卡與初代超人力霸王聯手擊敗後，對超人戰士們留下一句「再見」，宣告著未來還會向超人發起挑戰而在煙霧中消失。
在後述的小說版《超時空大冒險》中曾再度登場，並提及他擁有在平行世界中來回穿梭的能力，還擁有著時間旅行的能力。

#### 《帝納》篇登場
達依思星人（ダイス星人）
飾演者： 森聖二
配音：李錦綸（香港TVB）
第7話登場，是隸屬於巴茲星雲·達衣思星的特別搜查官，由於故鄉遭受兇惡怪獸加比休的攻擊，導致其女兒也在襲擊中喪生。
在押送加比休的過程中被怪獸逃脱，因而追擊怪獸來到地球上行動。具有多種武器設備和瞬間移動的特殊能力。在被SUPER GUTS抓住後表明自己的來歷，並一同合作對付加比休。最後為了拯救長相與女兒極為相似的少女由香運，遭到加比休的光線攻擊重創，最後由香能堅強地活下去後，隨後便化為塵埃消亡。
米基星人三人組（ミジー星人）
飾演者： 櫻金造、 中嶋修武、佐藤信一
配音：張炳強、招世亮、鄺樹培→陳欣（香港TVB）
第13話、30話和外傳《羽次郎的歸來》登場，三人分別為「多爾琴科」、「卡馬琴科」和「烏德琴科」，是個對妄圖佔領地球充滿野心的搞笑三人組，三人皆是偽裝成人類模樣的米基星人，他們潛伏在地球秘密建立怪獸工廠，主要目的是為了將包括地球在內所有有資源的星球成為他們的殖民地。曾透過「怪獸工廠」製造出加拉翁加拉翁以。但由於帝納多次出手結果均失敗。
在第30話因賞識三上秀男的作品，而要求對方編寫異想天開的《侵略的腳本》，不過最後三人組的侵略計畫再次失敗，後來則獲得出演劇集『厳海超人タラバマン』的機會，在《羽次郎的歸來》擔當主要角色，由於意外抓到帶著侵略警告回到地球的羽次郎而對搶先他們的新侵略者十分氣憤，向Super GUTS提出要協助打敗萬劫特。
西奧
飾演者： 宍戶勝
配音：招世亮（香港TVB）
第15話登場，來自庫勒星雲的宇宙人，偽裝成遭遇事故，自稱是對人類抱有友好態度而來做行星調查，並因此與綠川互動。
實際上是個侵略者，並暗自操控着尖兵怪獸岡薩，利用綠川的單純以盜取TPC的機密資料。覺得時機成熟後，但這一陰謀被涼識破，惱怒的西奧則駕駛宇宙船打算摧毀TPC基地。
最終打算駕駛宇宙船逃離地球，在岡薩被帝納消滅後，西奧的宇宙船也被GUTS神鷹γ號的追蹤導彈擊中死亡。
岸悟
飾演者： 崎本大海
配音：梁少霞（香港TVB）
第20話登場，是來自拉賽斯塔星人的宇宙人後裔，拉賽斯塔星上年齡為5歲，在地球上以10歲的人類身份與母親（石井洋子飾）生活著，由於母星被毀，很小的時候隨着家人移民到地球上居住，但按照約定特定年齡，必須離開生長的星球集合去尋找新的母星，其宇宙人的形象則類似螢火蟲，能夠背部的翅膀一邊散佈光粒子一邊飛行。
向他最好的兩個朋友辰雄（豐永利行飾）和小實（山田孝穂飾）承認自己是外星人的身份後，最後由帝納戴拿用意念力知道它要前往的願望，協助其返回宇宙，並向母親與朋友告別。
古雷格爾人（グレゴール人）
飾演者：宮坂健一
配音：郭志權（香港TVB）
第31話登場，來自武仙座·M16行星，為了挑戰各個星球的強者而浪跡於宇宙之間，是一位擁有極強的戰鬥技巧，以不曾敗北的戰績豪誇、驕傲的「宇宙格鬥士」浪士。
因在宇宙聽聞地球有位最強的戰士而慕名前來挑戰，並不想讓無關的地球人干擾決鬥，而偽裝成了假帝納（偽ウルトラマンダイナ）的模樣以挑釁飛鳥，向其下挑戰書後，更威脅飛鳥若不接受挑戰，就會繼續傳送新的宇宙怪獸來地球。
在最終的戰鬥起初占了上風，但到最後由於等市民們的鼓勵給予帝納信心，而被帝納逆轉勝落敗。原要求帝納殺死自己，但最終理解到帝納的強大在於人類的支持後願賭服輸、心服口服地離開地球。
其名字來自弗朗茨·卡夫卡的中篇小說《變形記》的主要角色格里高爾。
納爾奇斯星人（グレゴール人）
飾演者：梛野素子
配音：雷碧娜（香港TVB）
第33話登場，來自納爾奇斯星的科學家，使用科技消除自身星球上所有人心中的負面情緒，使其成為了一顆“和平之星”，但也因此失去了所有戰力和戰鬥意識。因此對不斷擴展宇宙空間的地球人感到恐懼，為了妨礙人類進入宇宙出入，因而開始在地球奪取能使梅諾法成長的青年人負能量。使前來調查的飛鳥信等人昏迷並將其囚禁。
向飛鳥等人講述了自己的計劃，並聲稱這是正當防衞，實際目的是侵略地球後受到了SUPER GUTS的突襲，與幼體梅諾法融合在一起，並操控巨大化的梅諾法破壞城市，最後在梅諾法被帝納打敗的同時死亡。
武藏保作（ムサシ・ホウサク）
飾演者：赤井英和
配音：陳欣（香港TVB）
第48話登場，在煙花工廠工作且養育一家三口的上班族，真實身份來自查達比星的查達比星人，過去因被上司的話語欺騙而攜帶了行星破壞兵器Ndamoshite X來到地球進行實驗爆破。
然而在某天，一位名叫「武藏保作」的人發現了查達比星人，並誤碰到查達比星人的宇宙船而死亡，滿懷內疚的查達比星人為了照顧好武藏的家庭，於是就變成武藏的模樣在地球上生活，最後和疾風隊長進入了莫格頓體內拆除了Ndamoshite X並成功逃離了怪獸體內，事件結束後以繼續武藏的身份和家人及工廠的人們一同生活著。

### 其他登場角色

#### 《迪卡》篇登場
桐野牧郎（キリノ・マキオ）
飾演者：宮下直紀
配音：馮錦堂→蘇強文（香港TVB）
第39、52話登場，是具有超能力的預言家。
由於童年時期因超能力的因素，在同儕視為「怪物」而被嚴重欺凌的狀況因而造成強烈的心靈創傷，在與加魯拉的戰鬥中意外發現迪卡就是大梧的身份，因此對於大梧能透過變身為迪卡成為「英雄」的方式感到不公。而後主動找到大梧並和他打賭：「若大梧在加魯拉再度出現時變身為迪卡出手戰鬥，就會直接將大梧的真實身分公諸於世」。
但後來目睹為保護麗奈而不惜變身成迪卡的大梧，以無畏的態度戰鬥時而深受感動，最終主動認輸告知他喉嚨是加魯拉的弱點，下定決心擺脫過去陰影，不再依賴和懼怕自己的力量，繼續居住在城市。在最終話中曾客串登場，並以其特殊能力引導早手隊長前往與GUTS會合，並希望困於石像內的大梧能「再度成為光」。
負責第39話劇本的長谷川圭一，最初曾以豐川悅司為形象演員，並參考了豐川演出的1992年科幻電視劇《暗夜第六感》（NIGHT HEAD），以假設“若劇中主角已沒有兄弟”為主題來塑造角色。
小野田建彥（オノダ・タケヒコ）
飾演者：大谷朗
配音：陳永信（香港TVB）
第5、33話登場，雜誌記者，宗方在酒吧結識的知交，經常追蹤怪獸出沒和迪卡的報導，同時也會透過宗方的行動得知GUTS任務的情報。
在33集中透過宗方的透露，才知情吸血魔獸休拉諾斯是過去在南美採訪時失蹤的搭擋雪奈，並在最後向雪奈告別。
錦田小十郎景龍（錦田小十郎景竜）
飾演者：川崎博司
配音：蘇強文（香港TVB）
第16話登場，古代時自小就能識別妖魔並四處除妖的劍客。曾經在宿那山封印了二面鬼宿那鬼，為保護安寧而退出了武士界並在此定居。並留下自己的靈魂附身在後人為其所塑的雕像上，而封印宿那鬼的武士刀被安置在宿那鬼心臟處的祠堂裡面。
因需要借助現世的人類身體行動而附身於上村神上，最終協助迪卡擊敗了宿那鬼後，透過上村向大梧傳達激勵之意後，靈魂則跟隨著上村離去。
上村
飾演者：鄉田穗積
配音：李錦綸（香港TVB）
第16話登場，與夥伴在宿那山偷取錦田景龍雕像和武士刀的竊賊。個性相當懦弱，而後則被音需借助現世的人類身體才能行動的錦田景龍附身，呈現於平時相當反差的個性。最終因偷竊罪而遭到警方的逮捕，離去前向大梧傳遞錦田景龍的激勵後，最終仍暗示錦田景龍依然附身於自己體內。
老奶奶（おばあさん）
飾演者：東靜子
配音：雷碧娜（香港TVB）
第17話登場，丈夫和兒子已去世，在城市默默生活的獨居老人，照顧了被阿勃巴斯打傷的士兵「斯坦德爾星人雷德爾」，彼此則透過心靈溝通交流，更令雷德爾被人類的善良所感動。故事最終向GUTS的隊員們，傳遞了雷德爾離開地球的消息。
青木拓磨（アオキ・タクマ）
飾演者：青木拓磨（本人特別演出）
配音： 何國星（香港TVB）
《迪卡》第15話首度登場，真由美的男友，曾獲得日本錦標賽的超級摩托車類冠軍，從美國返日時，因搭乘班機遭到於變形怪獸加佐特的攻擊而喪生。最終在加佐特二代襲擊GUTS和前來接機的真由美時，因強大的意志而以靈魂形式短暫現身，並協助迪卡擊敗了加佐特二代。和真由美見面後，靈魂化成光而消逝。
根據『円谷プロ全怪獣図鑑』中，推測他的靈魂是由加佐特二代的等離子能量而實體化的。
《帝納》
在第19話時曾再次以靈魂形式登場，並暗示其死去後仍默默在保護真由美及弟弟的安危。
根津正親（根津正親）
飾演者：寺田農
配音：張炳強（香港TVB）
第32話登場，北海道能源開發研究所前所長。在20年前研究出高度易爆的危險物質「滋爾達」（ゼルダガス），卻因此造成女兒麻美在滋爾達的爆炸事故中喪生，而滋爾達後來全被舊防衛軍沒收。
發現麻美生前的寵物鸚鵡「西拉」因滋爾達氣體作用而變異為怪獸後，在了解了西拉的真正意圖「只毀氣體但不傷人」之後，則是遂引導西拉將全部的滋爾達氣體吞入體內而離世，並和化為一隻閃光巨鳥的西拉，與麻美的靈魂飛向宇宙。
根津麻美（アサミ）
飾演者：小出由華
配音：梁少霞（香港TVB）
第32話登場，根津正親的女兒，因保護寵物鸚鵡「西拉」而在滋爾達的爆炸事故中喪生，在最終與靈魂形式與化為閃光巨型金鳥的西拉飛向宇宙。
手塚百合（テヅカ・ユリ）
飾演者：神谷涼（少女時代）、中真千子（老年時代）
配音：梁少霞（少女）、區瑞華（老妇）（香港TVB）
第36話登場。出生於1915年8月16日（大正時期）的少女，因為怪獸戈爾德拉斯的作怪而從昭和時期穿越至現代，並和前來照護的矢住發展出友誼關係，最終怪獸被消滅後回到原先的時空，並在年老時遇到了童年時期的矢住，並將過去兩人拍攝的大頭照及項鍊還給矢住。
星野馬次郎（星野馬次郎）
飾演者：葛茲石鬆
配音：盧國權（香港TVB）
第46話登場，與兒子正人居住在鐮倉市，喜歡拍攝江之島電鐵的專業攝影師。因在攝影時目擊了宇宙蝸牛達利班，而在鐮倉各地到處尋找達利班的行蹤。過去因妻子的去世而與兒子間產生了隔閡，但在大悟和麗奈的幫助下才暸解兒子掛念自己的一面。
圓谷英二
飾演者：滝田裕介
配音：黃子敬（香港TVB）
第49話登場，圓谷株式會社的創辦人，是曾執導過《哥吉拉》系列的電影特效導演、攝影師皆發明家。1963年在東京創建了圓谷製作公司，在1965年在曾龍森湖邊意外遇到了超人力霸王，超人將一個名為「超人之星」的紅色寶石作為友誼的證明送給了他後，便離開了地球。 後來在目睹迪卡和亞那加基對戰時，在意念之下成功召喚出超人，並看著他與迪卡一起打倒了亞那加基，而與超人相遇的這段經歷，也是日後誕生《超人力霸王》的原因。
圓谷一
飾演者：圓谷浩
配音：蘇強文（香港TVB）
第49話登場，1965年在圓谷株式會社工作的監督。史實中為圓谷株式會社之後的第二任社長，圓谷英二的長子。
飾演者圓谷浩，則是他在此集中所飾演的角色圓谷一本人的長子。
金城哲夫
飾演者：沖田浩之
配音：郭志權（香港TVB）
第49話登場，1965年在圓谷株式會社工作的劇作家。曾因編寫新的怪獸劇本而煩惱，在收到由圓谷英二給予的「超人之星」後則引起了新靈感，最終成功寫出劇集《超人力霸王》的劇本。現實生活中，曾以創作第一期「超人系列」作品的多集劇本而聞名。
總助導・滿田
飾演者：長倉大介
配音：馮錦堂（香港TVB）
第49話登場，1965年在圓谷株式會社工作的導演。人物對應現實世界同名人物：滿田穧（現為圓谷製作顧問）。
制作担当・熊谷
飾演者：浅見小四郎
配音：陳欣（香港TVB）
第49話登場。1965年在圓谷株式會社工作的制作主任。 人物對應現實世界的同名人物：熊谷健。
上原正三
飾演者：河田裕史
配音：何國星（香港TVB）
第49話登場。1965年在圓谷株式會社工作的編劇。人物對應現實世界同名人物：上原正三。

#### 《帝納》篇登場
立花社長（タチバナ社長）
飾演者：三田村賢二
配音：招世亮（香港TVB）
第4話登場，地下都市建設公司的總裁。小時候因深受觀察螞蟻和蟻巢的啟發。因開展地下都市項目以促進地下的發展。在建設時使用為了粉碎岩石而使用的PW波，卻因此導致地下的達伊蓋倫誤以為那是食物而循著電波衝出了地面。
冰室優作（ヒムロ・ユウサク）
飾演者：松下一矢
配音：蘇強文（香港TVB）
第5話登場，在美國職業棒球大聯盟中擔任「紐約之夜」的名氣投手，同時也是飛鳥的高中的棒球隊友，綠川舞的心儀對象之一。其技術水平一直比飛鳥還要高。但在美國期間由於一次意外擊中了對手的頭部，從此留下陰影。由於過不了自己心中的坎，因而實力大降而被美國隊開除回到日本。最後在協助帝納以下旋球的方式擊敗達伊蓋倫後恢復自信，並決定重返球場。
吉村由香（ヨシムラ・ユカ）
飾演者：山下未来
配音：梁少霞（香港TVB）
第7話登場，一位父母在怪獸災害中喪生的孤兒。目前正在卡特蘭學院讀書，並意外撿到了外表看似可愛，但實質則被裝入膠囊的兇惡宇宙生物加比休。後因加比休巨大化的因素而被抓走，後來則被能瞬間移動的特別搜查官『達衣思星人』所救，後者也因此而重傷不治，最後在自己強烈的鼓勵下協助帝納擊敗加比休，並回到學院繼續生活。
遠藤武（遠藤武）
飾演者：渋谷泰蔵
配音：梁少霞（香港TVB）
第13話登場，一位對UFO充滿興趣，但也同時常常撒謊的小男孩。為了引人注意而經常向同學聲稱有看過外星人和UFO，但卻在探險時意外發現米基星人三人組潛伏在地球的「怪獸工廠」。最後在飛鳥面前向母親表示以後會做個正直的孩子，但隨即又向朋友撒謊稱:「自己是帝納的變身者」，而令飛鳥傻眼的稱:「根本沒有反思」。
本城惠里香（ホンジョウ・エリカ）
飾演者：今村理惠
配音：黃麗芳（香港TVB）
第18話登場，就讀聖南女子学園的女高中生，過去由於經常被人欺負，因而被偽裝成聖南女中校長的大魔獸比休梅爾所影響學習黑魔術。與其他兩名朋友「廣川瑞希」「久野沙耶」透過世間的憎恨，並使用黑魔法來達到傷害他人的目的。因三人力量不足，而煽動沒得到大賽冠軍而無法參加社團活動的「永瀬由妃」加入團隊。最後因由妃的勸說和受到帝納的戰鬥所影響，找回過去良善的自己，並和其他三人聯手封印了休梅爾的魔法陣，並繼續展開全新的校園生活。
青木治親（アオキ・ハルチカ）
飾演者：青木治親
配音：黎偉明（香港TVB）
第19話登場，本人特別演出，青木拓磨的親弟弟。是綠川舞的心儀對象之一，如同像他已故的哥哥一樣夢想成為一名賽車手。在被凶獸姑獲鳥襲擊之時，意外被靈魂形式的哥哥青木拓磨所拯救。
綾野塔子（綾野塔子）
飾演者：片桐入
配音：黃鳳英（香港TVB）
第22話登場，一位具有才華的考古學家，同時也是弓村涼的大學前輩。在地下城市工程中發現的青銅鏡意外釋放了妖獸摩志，並受到摩志的攻擊而陷入了昏迷狀態。最後在醫院成功甦醒，並以留言的形式向涼轉告:「來看我的時候一定要帶螃蟹。」
原島彩織（ハラシマ・サオリ）
飾演者：山田千晴
配音：鄭麗麗（香港TVB）
第25話登場，原島主任的女兒，小學生。
三上秀男
飾演者：見榮晴
配音：李錦綸（香港TVB）
第30話登場，一位拖欠半年租金的編劇家。負責製作『厳海超人タラバマン』的編劇，但因劇情太吸引人而經常遭到總編的退件，但卻看到劇本的米基星人三人組所賞識。在不知三人組真實身份的委託下寫出了內容相當異想天開的《侵略的腳本》。在該集最後因三人組的侵略計畫失敗則將侵略的腳本給了劇組，並獲得了總編的賞識。
工藤夏美（クドウ・ナツミ）
飾演者：藤原真由香
配音：鄭麗麗（香港TVB）
第31話登場，一位立志想成為攝影師，觀察力相當敏銳的少女。威脅飛鳥帶他到TPC基地內部拍照，否則就要把飛鳥巡邏時的午睡照片要投稿到每週雜誌上。在觀察假帝納的戰鬥動作時，很快便注意到了差異。最後在帝納和假帝納的戰鬥中向帝納打氣，並隱約注意到帝納其實就是飛鳥的身份。
蓮見薰（ハスミ・カオル）
飾演者：渋谷哲平
配音：張炳強（香港TVB）
第33話登場，每週雜誌的記者。
曾有一個幸福的家庭，不過現在則一個人在辦公室居住，經常質疑Super GUTS的作戰行動，與前作《迪卡》登場的小野田建彥為後輩關係。在逼不得已的情況下接受了園佳的調查行動，並和園佳、飛鳥和響豪介隊長遭到納爾奇斯星人的綁架。為了拯救眾人而用鐵棍刺傷了生物兵器梅諾法。最後則是被其他Super GUTS成員所營救。
西岡
飾演者：保積佩佩
配音：張炳強（香港TVB）
第37話登場，廢棄物回收會社的成員，在紫杉市工作具有20年廢物收集經驗的資深人士。目睹了自己回收來銷毀和被埋葬的垃圾，變成了垃圾物塊夢加塔瑪利。
鳴海浩也（ナルミ・ヒロヤ）
飾演者：清水綋治
配音：陳欣（香港TVB）
第38話登場，一位相當瘋狂的劇作家。
為了完成自己的作品「怪獸戲曲」以現實世界幻化成戲劇空間，因而創造出了怪獸布恩達，並以利用其實現人類滅亡的圓滿結局來收場，最初劇本描寫的是帝納出現並打敗布恩達，但卻因鳴海認為該結局不合其意而改為了前述情節。
最後因劇本描述「扭曲空間能力」的用法錯誤，導致布恩達被自身的虛像迷惑最後被自己的手臂刺穿自身而自滅。計劃以失敗告終的鳴海也不知所終。
神保紀子
飾演者：板谷祐三子
配音：沈小蘭（香港TVB）
第40話登場，中島努在大學時期的前女友。
在大學時期因中島忙於研究而錯過約會，因為理念不合最後甩了中島。由於發現Ｓ地區的森野町神社有宇宙人集會而向Super GUTS報告，但卻因黃色毒花粉而被宇宙植物加基拉操縱。在加基拉星人的煽動下和加基拉一體化而變成宇宙魔樹戈德加基拉，但在中島與帝納的協助下最後成功被救出，最後則和中島重新交往。
春菜
飾演者：小野寺華那
配音：沈小蘭（香港TVB）
第43話登場，一位父母在哥爾贊災害中喪生的少女。過去在哥爾贊事件（《迪卡》第18話）時鼓勵了因自己的魯莽導致其隊友在攻擊中而喪生，因而過度自責的響豪介。其後在霧門岳的孤兒院擔任職員時，也念念不忘過去那位對過去的自己充滿意義的「長腿隊長」。
平尾照久（ヒラオ・テルヒサ）
飾演者：右田昌萬
配音：何國星（香港TVB）
第46話登場，天文學家，弓村涼的兒時玩伴，從小曾被涼幫助，因此而喜歡著涼。他在松本市的天文台日以繼夜地努力發現超新星，同時教育在天文台學習的孩子們。不喜歡吃胡蘿蔔。有天，他發現有類似隕石的東西（恐怖能量魔体莫尔瓦亚）朝著松本市的方向墜落，在聯繫了Super GUTS後發現了白色的花，並成了解決莫尔瓦亚的關鍵。最終涼為了答謝他而特別製作校友會的圖冊，在懷舊的同時也想起過去曾告知過涼，若找到了一個超新星，將會稱為它為「弓村涼」，因此繼續以找到超新星為目標前進。

## 外傳

### 2035年
大河望（タイガ・ノゾム）
飾演者：DAIGO
電影《超人力霸王傳奇》的主角，Super GUTS Mars的天才新成員，在火星執行作戰時被百特星人帶入了平行宇宙『 Future Earth World』，在先後擊落了三架為百特星人護航的戰鬥機時，因為了救小武而不惜生命而使傑洛感動，因而在瀕死之際與傑洛合為一體。在被傑洛所附身後獲得了超過常人的體能，但仍然保留有大河望自己的意識，自身意識偶爾會和賽羅的意識發生衝突。Super GUTS Mars在第一次變身時無法發揮真實實力導致變成只約8米高，但最終與傑洛心靈相通，並發揮了傑洛的真實實力和帝納、高斯一起擊敗海帕絕頓與百特星人。最終和傑洛分開，並繼續留在了『Future Earth World』的地球與尾崎姊妹旅行。

### 2037年
圓翼（マドカ・ツバサ）
飾演者：山口翔吾飾
配音：陳卓智（香港TVB）
外傳《遠古復甦的巨人》的主角，Neo-Super GUTS訓練生，超人力霸王迪卡的暫時變身者，17歲。是大梧和麗奈於電影版結局移民火星後所生下的次子，與父親大梧類似，擁有真誠和鎮定的個性，僅管隨身只有不足以抵抗怪物攻擊的裝備，也仍然毫不猶豫地上陣。在2038年的飛行訓練時被捲入扭曲的時空中，意外穿越到5000年繩紋時代，因此與迪卡之村的少年阿姆伊及流浪少女瑪荷羅巴等人結識。
似乎從父母那得知有關迪卡的詳細信息，因此僅通過觀察形狀便能了解青銅神光棒的作用。由於從父親繼承了超古代人的遺傳基因，因此他能夠使用青銅神光棒將其轉變為迪卡，但由於其光的意志較為薄弱，因此他轉換的迪卡型態並不足以使展全部的力量，因此活動時間及體力消耗較快，最終因遭到黑暗魔神攻擊而落敗，將青銅神光棒轉交給村內陣真正的光之繼承人阿姆伊後，目睹了發揮力量的迪卡戰鬥的全過程，最終在結局時返回了自己的時空。

### 繩紋時代
瑪荷羅巴 （マホロバ）
飾演者：山崎百合
配音：陳凱婷（香港TVB）
居住於5000年繩紋時代，一個自稱「旅行獵人」的流浪女戰士。在旅途中擊敗了古代怪竜，並意外獲得闇薙之刀青銅神光棒後，受到神光棒的引導而來到了迪卡之村，並因此和阿姆伊和來自未來的小翼結識。具有相當非凡的身體能力，可以在不使用武器的情況下赤手與怪獸對戰。最終與小翼一行人一同合作阻止黑暗魔神的侵略，目睹了發揮力量的迪卡戰鬥的全過程，在結局與小翼的對話中，由於在看到小翼的姊姊「圓光」與自己長相極為相似下推測自己可能為小翼的祖先，並和小翼和迪卡之村的一行人告別後繼續展開旅程。
最初該角色設定以麗奈的飾演者吉本多香美飾演，其角色定位則和母親相當類似，但最終因希望從年輕人的觀點角度呈現故事，而更改為圓光的成年演員山崎百合演出。
 阿姆伊  （アムイ）
飾演者：上條誠
配音：黃鳳英（香港TVB）
5000年繩紋時代時生活在迪卡之村，拥有正义与勇士为一的少年，擁有著天真及友好的個性，在發現無法返回自己時空的小翼時則友善的提出先在該村定居的建議。由於黑暗魔神的入侵和迪卡強大力量的指引，因此無法承擔而經常產生頭痛般的症狀。
其真实身份为光之继承人超人力霸王迪卡於此時代的變身者。最終在小翼變身成的迪卡被黑暗魔神擊敗後，獲得青銅神光棒的他則意外與迪卡之地的迪卡石像同步，成功變成了擁有完全能力的迪卡。並切換成天空型及力量型的情況下成功擊敗了黑暗魔神，成為迪卡之村的英雄。
歐薩
飾演者：川地民夫
配音：源家祥（香港TVB）
迪卡之村的村長，曾照顧昏迷不醒的小翼。
迪卡之村的巫女
飾演者：高樹澪
配音：沈小蘭（香港TVB）
預測了關於光之巨人降臨的預言，將阿姆伊視為繼承了光之继承人的村民。
奧洛龍
飾演者：大滝明利
配音：盧國權（香港TVB）
保護迪卡之村的防人首領。
難波
飾演者：増田由紀夫
配音：張炳強（香港TVB）
奧洛龍的助手。使用關西方言說話。
燕昇司、飛鷹、風早
飾演者：布川敏和、加瀬尊朗、小野寺丈
配音：林保全、蘇強文、陳永信（香港TVB）
超能力者。
德庫、莫里希特
飾演者：加賀谷圭、澤木祐介
配音：林國雄、張炳強（香港TVB）
村裡的防人之一
透也
飾演者：石橋桂
配音：劉惠雲（香港TVB）
阿姆伊的姊姊。
闇之能力者杜古馬
飾演者：友金敏雄
配音：黃子敬（香港TVB）
令人毛骨悚然的黑暗魔術師。施放神秘的咒語以引起神秘現象，並企圖支配黑暗，使傳說中的魔神甦醒。
帶著大達拿和杜古馬操縱怪獸佐蒙多展開襲擊村落的計劃，以防止金字塔內光之巨人的復活，然而最終則遭到迪卡的擊敗。
大達拿、我龍
飾演者：高良隆志、中村浩二
配音：招世亮、潘文柏（香港TVB）
杜古馬的助手，操縱怪獸佐蒙多展開襲擊村落的計劃。

#### 小說版登場人物
三浦克人
入麻恵美的已故丈夫，也是智樹的父親。
過去在效率噴射發動機系統W.I.N.G.系統實驗測試擔當飛行員時，因實驗失誤而身亡。
入麻昭雄
入麻恵美的父亲，泽井聪一郎的好友。
是大都市工業大学的創辦人。
榊逸美
麗奈的母親，柳瀨臣的前妻。
谷山康之、実咲、和輝
大梧的養父母和堂兄，過去因曾得到過大梧父親的幫助。
在得知大梧父母因意外事故去世的消息後，將便暫時寄居在祖父身邊的大梧接來一同生活。

### Neo Frontier Spirit Space
在《超人力霸王特利卡：New Generation Tiga》中，「Neo Frontier Spirit Space」的世界觀，TPC和GUTS曾在閃回場景被提及。
靜間光國
飾演者：宅麻伸
靜間財團、及地球和平同盟組織TPU的創辦人，60歲，過去曾是TPC情報局的成員，在本傳30年前曾因捲入時空裂縫的事故而穿越到《特利卡》所在的世界線。